# Autobus
L'autobus (spesso abbreviato in bus) è un mezzo di trasporto pubblico e turistico, automotore e adattato per il trasporto-persone e ai loro rispettivi bagagli.

## Storia

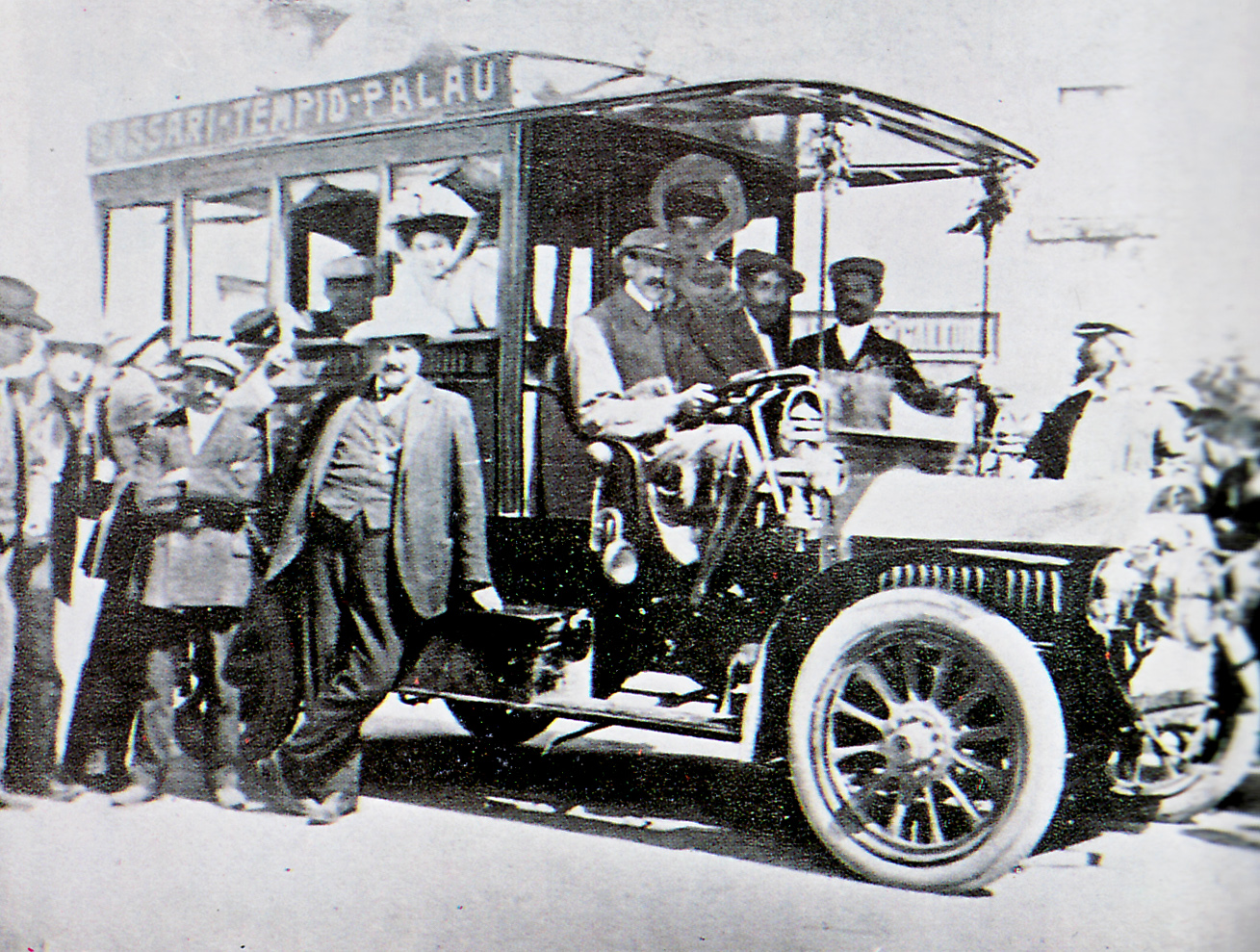
Corriera in Sardegna nel 1907

L'invenzione di un vero e proprio sistema di trasporto pubblico urbano, che risale agli inizi del XIX secolo, è contesa fra molti imprenditori francesi, tedeschi e britannici. Si è certi però di come sia nato il nome "autobus", o più precisamente "omnibus".
Intorno al 1825 Stanislas Baudry (1777-1830) decise di aprire un mulino a vapore presso la città di Nantes. Per impiegare senza sprechi tutta l'acqua calda che veniva usata per il funzionamento del mulino, decise anche di aprirci accanto un bagno pubblico, in cui chiunque volesse si poteva fare un bagno bollente. Il problema, però, era che il mulino si trovava un po' fuori città, quindi i clienti scarseggiavano, e Baudry decise così di creare una navetta che, dal centro di Nantes, portasse proprio al mulino. La stazione della navetta a Nantes era situata proprio davanti alla bottega di un noto cappellaio, Monsieur Omnès, il quale, giocando con il suo nome e col latino, vi aveva affisso un'insegna con su scritto: "Omnes Omnibus", che poteva significare sia "Tutto per tutti" sia "Omnès per tutti". Alla vettura che stazionava lì fu quindi affibbiato il nomignolo di "omnibus".

Il progenitore degli autobus: il Benz-Omnibus della linea Siegen-Netphen (1895)

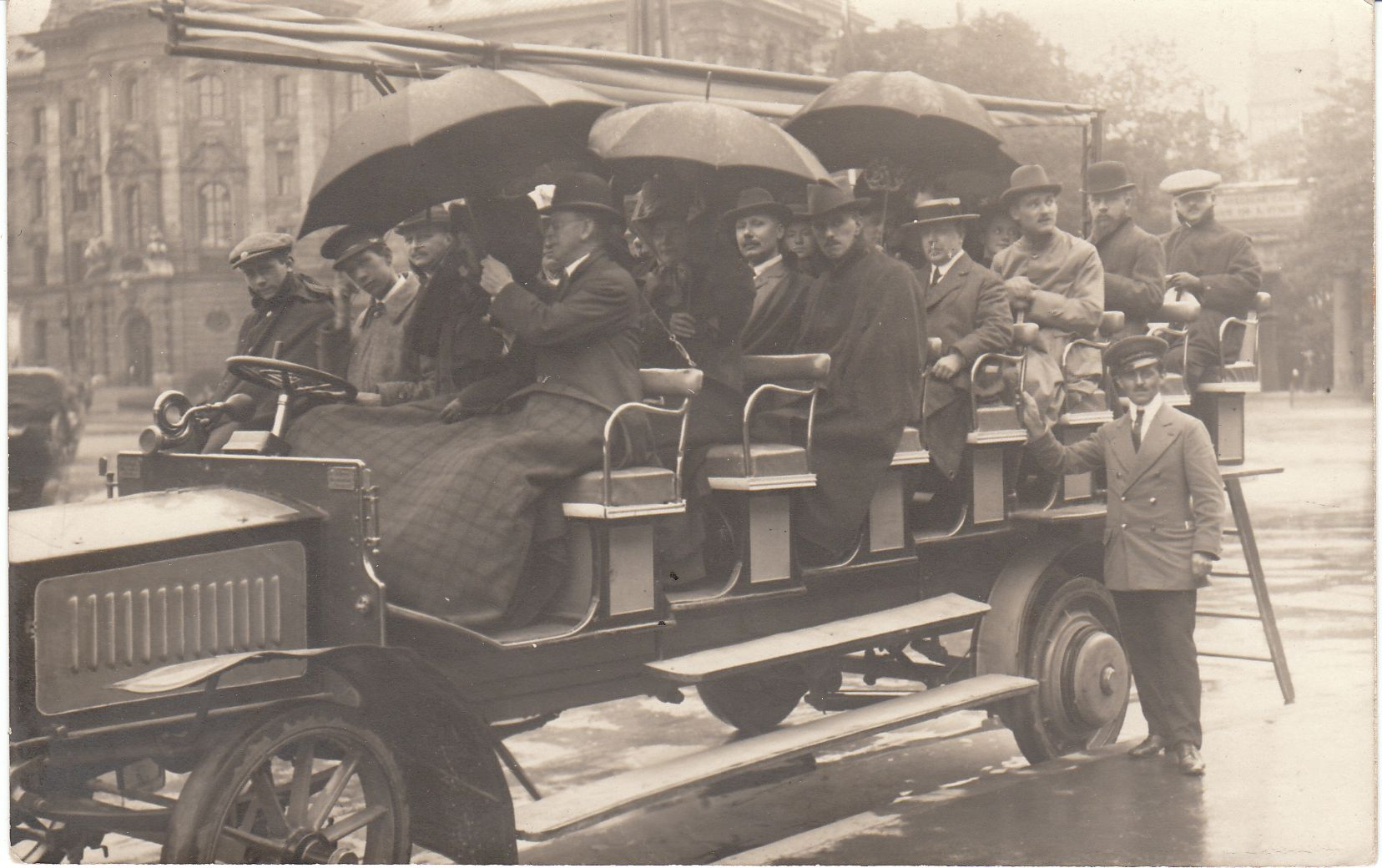
Viaggio turistico con un omnibus a Monaco di Baviera nel 1903

Nel 1821 fu brevettato da Julius Griffith, in Inghilterra, l'autobus a vapore.
Il primo traffico di linea a motore però si stima che sia stato inaugurato il 18 marzo 1895 tra Siegen e Netphen e veniva gestito dalla Netphener Omnibusgesellschaft. Per l'esercizio della linea venne impiegato un veicolo dal nome Landauer, che effettivamente aveva più somiglianze con una carrozza che con un autobus moderno. Questo primo autobus del mondo veniva costruito a mano a partire dal 1895, quindi perfino un anno prima dei primi autocarri, dalla Benz e disponeva di otto posti a sedere e di un motore da 5 cavalli, la sua velocità media era di 15 km/h, tanto da poter percorrere il tratto di strada tra Siegen e Netphen in 1 ora e 20 minuti. Il viaggio costava la cifra, per i parametri di allora esosa, di 70 pfennig.
Per la ridotta maneggiabilità dei primi autobus Benz l'esercizio degli autobus nel territorio di Siegen era stato, tuttavia, nuovamente interrotto prima della fine dell'anno, nonostante questo colpo sorsero negli anni successivi in tutto il mondo collegamenti di linea sempre più nuovi grazie al continuo miglioramento delle tecniche dei veicoli; ad esempio nel Regno Unito la prima linea è del 1898, in Italia venne invece attivata nel 1903, per collegare Garessio a Ventimiglia.

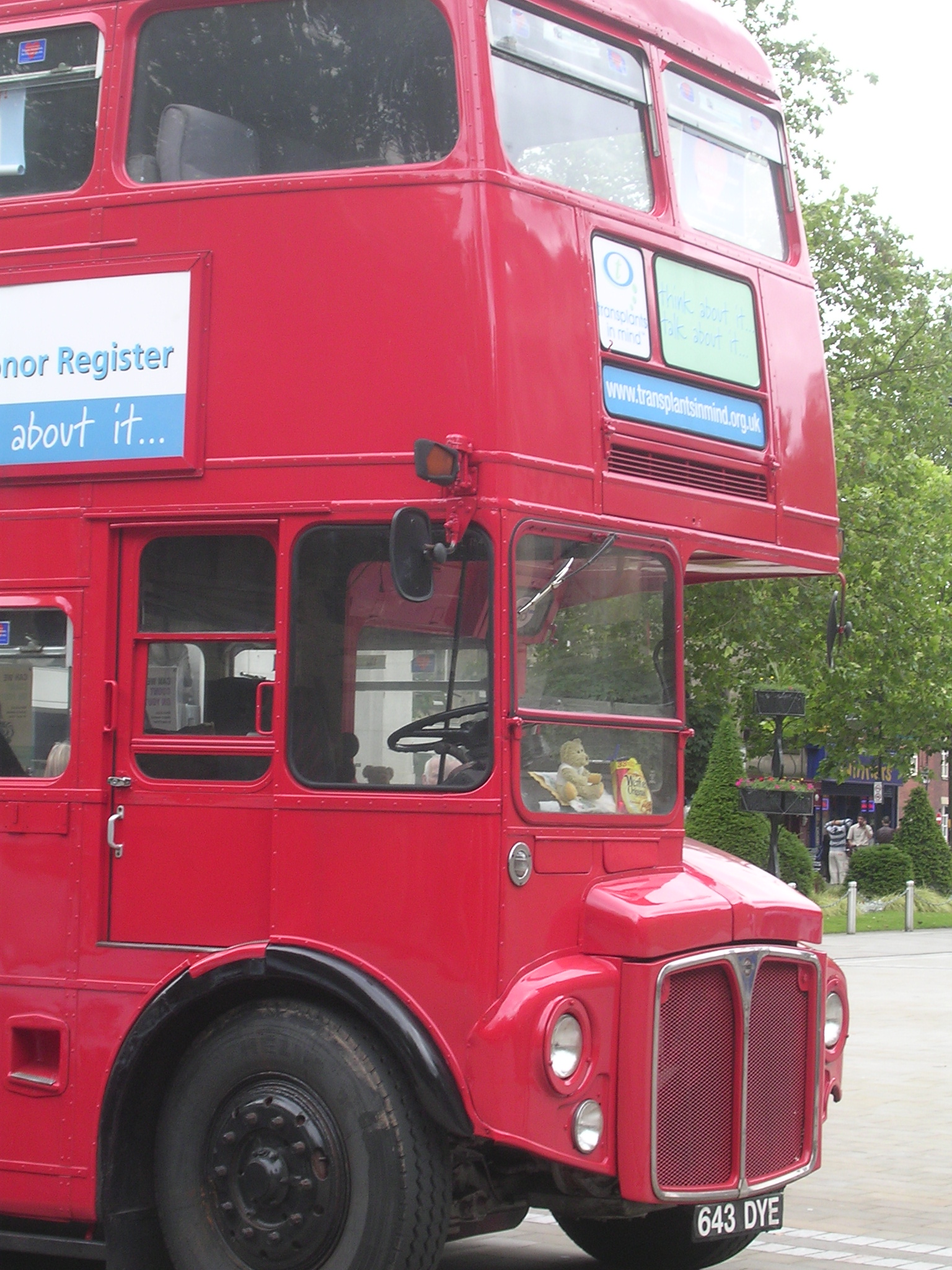
AEC Routemaster in servizio a Londra

I modelli si espansero nel XX secolo fino alla capillare diffusione della forma contemporanea riconoscibile negli autobus di maggiori dimensioni a partire dagli anni '50. L'AEC Routemaster, sviluppato in tale decennio dalla Associated Equipment Company, fu un modello realizzato con un design all'avanguardia e rimane un'icona anche della Londra moderna. Le particolarità furono un design innovativo finalizzato al risparmio energetico e per la prima volta su un autobus vennero utilizzati sospensioni anteriori indipendenti, il servosterzo, un cambio del tutto automatico e freni idraulici.

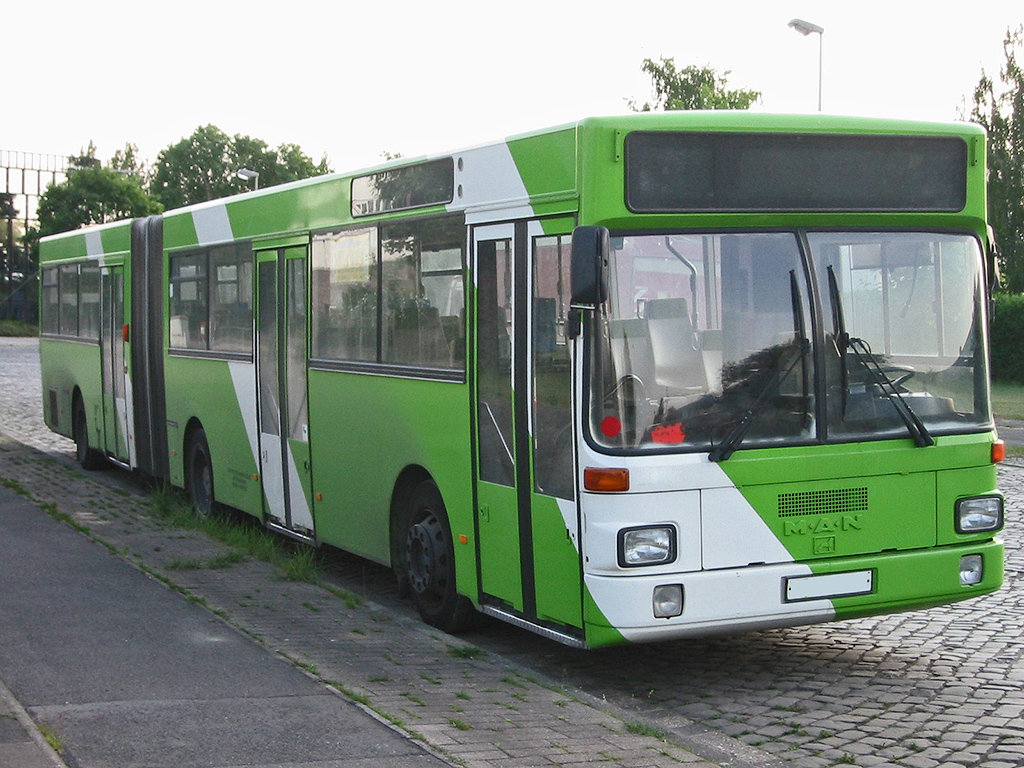
Autosnodato MAN-VÖV II

Negli anni '60 iniziò in Germania un'unificazione delle tipologie di autobus grazie al Verband öffentlicher Verkehrsbetriebe (VÖV), che in collaborazione con alcune aziende di trasporto pubblico sviluppò prototipi per autobus di linea, che furono poi perfezionati da diversi produttori.
Il primo prototipo di VÖV I portò, a partire dal 1968, alla produzione dell'Mercedes-Benz O305 (1969), al Magirus-Deutz 170S11H (1967), al Büssing 110V (1967), al SL 200 della MAN AG (1971) e all'Ikarus 190 (1973).
Il VÖV II in qualità di successore del VÖV I aveva come scopo dell'evoluzione un pavimento basso e perciò anche un'altezza di salita più bassa. Dai prototipi S80 provati tra il 1976 e il 1978 si svilupparono l'Auwärter Neoplan N416, il Mercedes-Benz O405 e il MAN SL 202.
Con il "VÖV III" venne realizzato un autobus a pianale ribassato, che costituì il fondamento ad esempio per il Neoplan N4014NF, per il Mercedes-Benz O405 N, per il MAN NL 202 e l'Iveco CityClass.
Negli ultimi anni si sono unificati i vantaggi degli autobus (meno infrastruttura) e quelli dei tram (comfort e capacità) nei cosiddetti filobus, veicoli elettrici, disposti di apposito pantografo per il ricaricamento, che non necessitano delle rotaie e possono compiere il proprio percorso anche in zone sprovviste di linea aerea.

## Tecnica

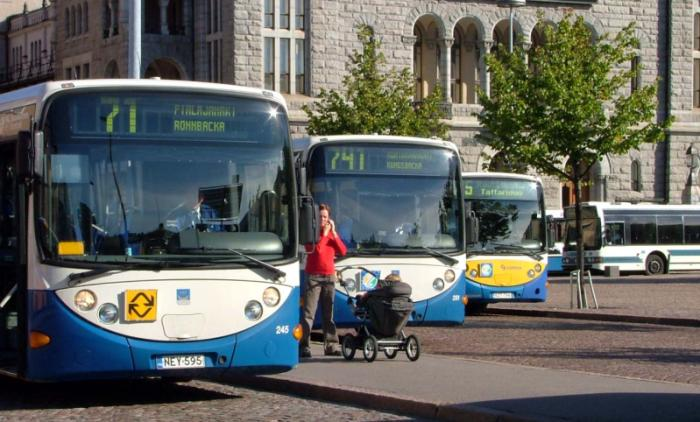
Autobus urbani ad Helsinki

### Propulsione
La propulsione può essere generata da un motore Diesel, a metano, GPL o bioetanolo.
Esistono anche autobus a propulsione elettrica (solo con motore elettrico) o ibridi (con motore elettrico in serie o parallelo con motore termico diesel o gas), in particolare, la propulsione ibrida, sta avendo un buon incremento negli ultimi anni, specie negli Stati Uniti d'America, pur essendo nata nei primi anni novanta, in Europa e in Italia.
La propulsione elettrica attualmente viene sfruttata per i filobus, che in ogni caso necessitano, anche solo per parte del tratto, di una linea aerea per il ricaricamento, questo li rende diversi dai cosiddetti elettrobus, che non sono muniti di pantografo né tanto meno hanno bisogno della linea aerea.
La propulsione con motore a idrogeno tramite celle combustibili è in fase di sperimentazione in tutto il mondo.

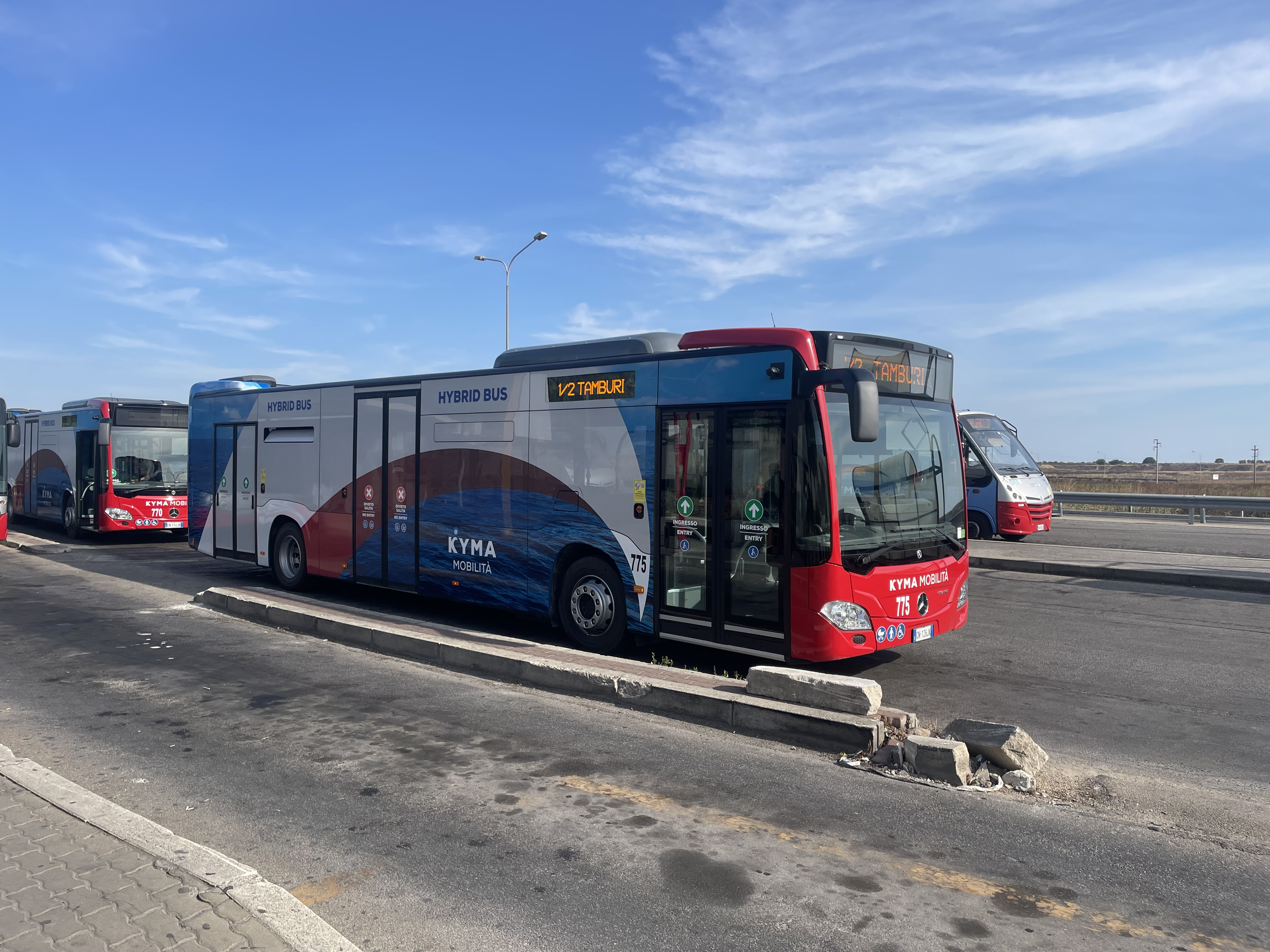
Autobus urbano Mercedes Citaro in servizio a Taranto per KYMA Mobilità

La Scania AB produce autobus alimentati a bioetanolo, combustibile di origine naturale.
Nelle principali città d'Italia, negli anni quaranta, hanno circolato autobus a gas "povero" ottenuto mediante gassogeno o gasogeno a legna.
La trazione è generalmente effettuata dalle ruote posteriori (trazione posteriore) o, in caso di alcuni veicoli di massa inferiore ai 35q, dalla ruote anteriori (trazione anteriore).
Il modo in cui è esercita la trazione è strettamente legato al posizionamento del motore:
- nel caso della trazione posteriore, è posizionato generalmente dietro le ruote posteriori, e questo tipo di trazione è tipica di carrozzerie di autobus progettate solo per essere montate su telai o componenti da utilizzare per il trasporto persone.
- nel caso di trazione anteriore il motore è generalmente posizionato davanti alle ruote anteriori, mentre questo tipo di trazione è tipica di autobus progettati a partire da telai per autocarri ai quali vengono fatte alcune modifiche per adattarli al trasporto di persone (minibus principalmente).Costituiscono per lo più la maggioranza dei veicoli trasporto persone utilizzati nei paesi con basso tasso di sviluppo a motivo del loro basso costo e della loro robustezza. Gli autobus con motore anteriore costituiscono la maggioranza dei veicoli circolanti anche in Europa e nei paesi con tasso di sviluppo normale solo nei veicoli di piccole dimensioni da 6 a 7 metri.

### Masse e dimensioni
Gli autobus, di massima, sono più leggeri degli autocarri di dimensione simile, così che negli autobus da turismo spesso sono sufficienti trazioni con cambio a 6 marce, nella maggior parte dei casi con una qualche forma di cambio in presa e/o una frizione automatica. Negli autobus cittadini vengono impiegate correntemente trasmissioni a cambio automatico, dotate di un congruo numero di marce, poiché tale caratteristica offre un comfort superiore, attenuando strappi o scossoni e continui cambi di marcia a causa delle fermate continue, migliore per i passeggeri in piedi. Gli autobus sotto i 13 metri di solito due assi, mentre, quelli più grandi, solitamente oltre i 13 metri, tra cui tutti i veicoli snodati, hanno generalmente tre assi. Nei veicoli rigidi l'asse posteriore è semplicemente raddoppiato, in tal caso l'ultimo asse è generalmente sterzante; nei veicoli snodati l'asse mediano è posizionato anteriormente allo snodo, l'asse posteriore è l'asse di trazione.
Per la costruzione della carrozzeria esistono due concezioni.
- Il sistema di costruzione classico consiste di una carrozzeria portante di lunghezza comprendente l'apparato motore con ruote e sistema frenante. Per questo la costruzione è posta all'interno dello spazio viaggiatori.
- Alcuni minibus e gli autobus da turismo di alcuni produttori sono composti da carrozzerie autoportanti come nel caso della costruzione di automobili.

Il telaio degli autobus da turismo o extraurbani spesso ha sull'asse anteriore un attacco monoruota. L'asse posteriore è solitamente rigido. Gli autobus di linea possiedono assi posteriori e anteriori rigidi. Il limite di velocità per gli autobus fino a 8t di massa complessiva ammessa a pieno carico è identico a quello delle autovetture: 50, 90, 110, 130 km/h in urbano, extraurbana secondaria, extraurbana principale e autostrada; se superano le 8t di massa complessiva ammessa a pieno carico, su extraurbana secondaria e principale è 80 km/h e 100 in autostrada. In ogni caso, ove presente il limitatore di velocità, viene impedito il superamento dei 100 km/h.

## Categorie di autobus

### Minibus e midibus
Il minibus è la versione più piccola dell'autobus, e questa categoria comprende tutte le vetture di lunghezza inferiore agli 8 metri (compresi spesso i furgoni), la cui capienza va dagli 8 ai 30 posti a sedere.
Se invece la lunghezza varia dagli 8 agli 11 metri, il veicolo rientra nei cosiddetti midibus, che hanno una capienza di circa 30 posti. Vengono spesso usati nei tragitti di montagna, in percorsi stretti o linee poco utilizzate.

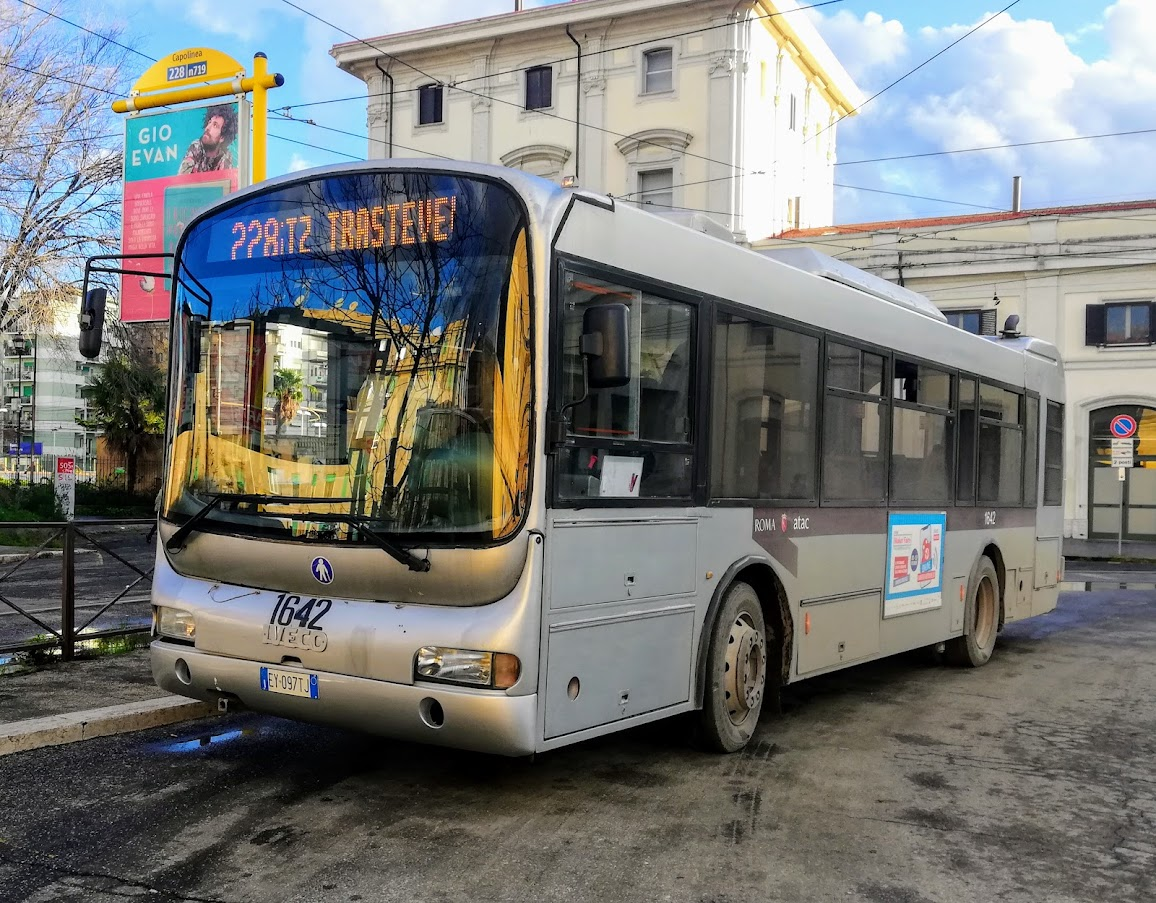
La vettura più "anziana" di ATAC: L'Iveco Europolis
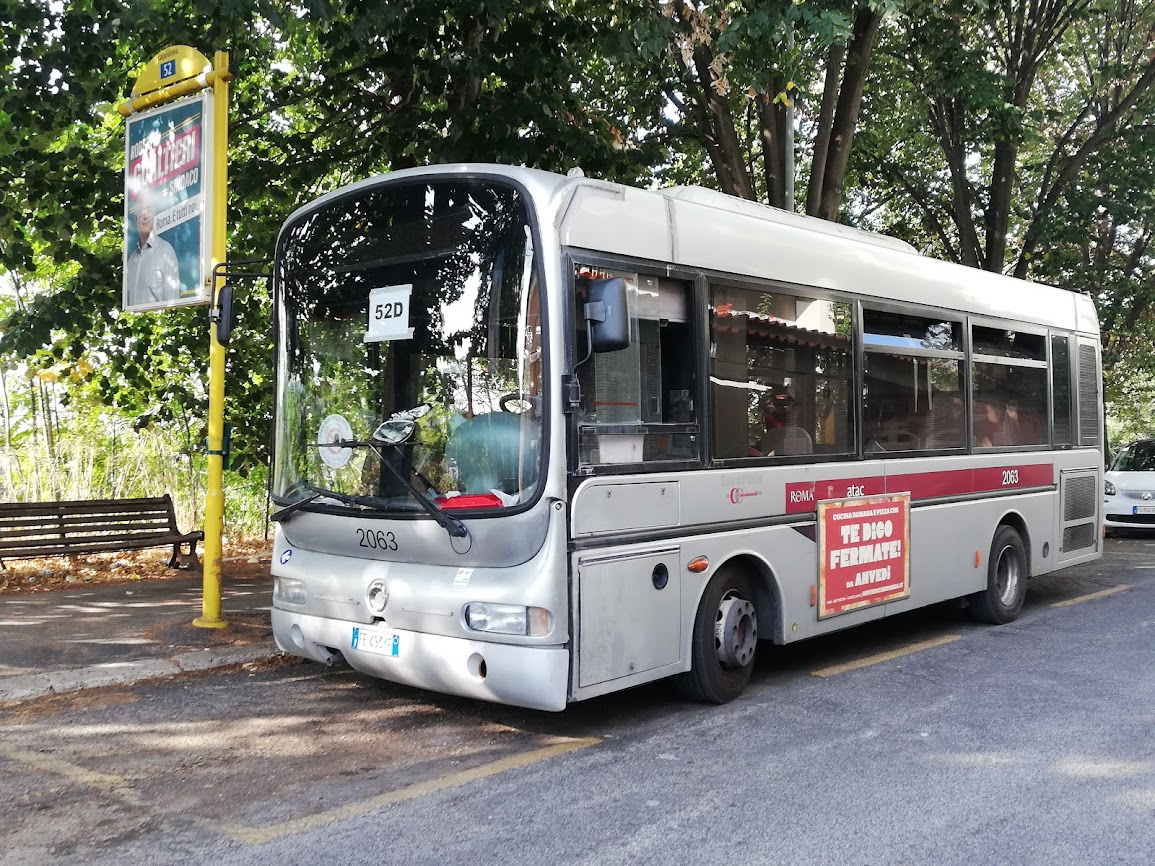
Un Irisbus Europolis di ATAC in servizio sulla linea 52D a Roma
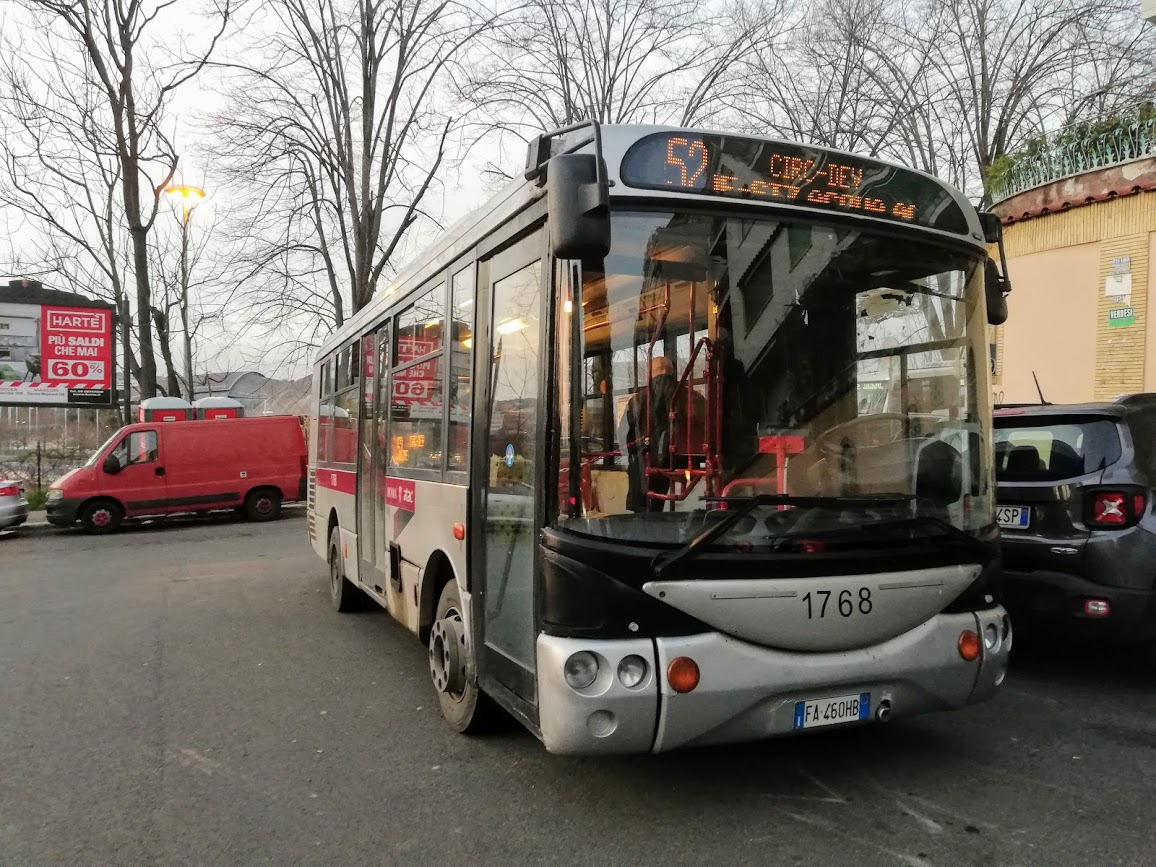
Un CAM Autodromo Alè di ATAC in servizio sulla linea 52D a Roma
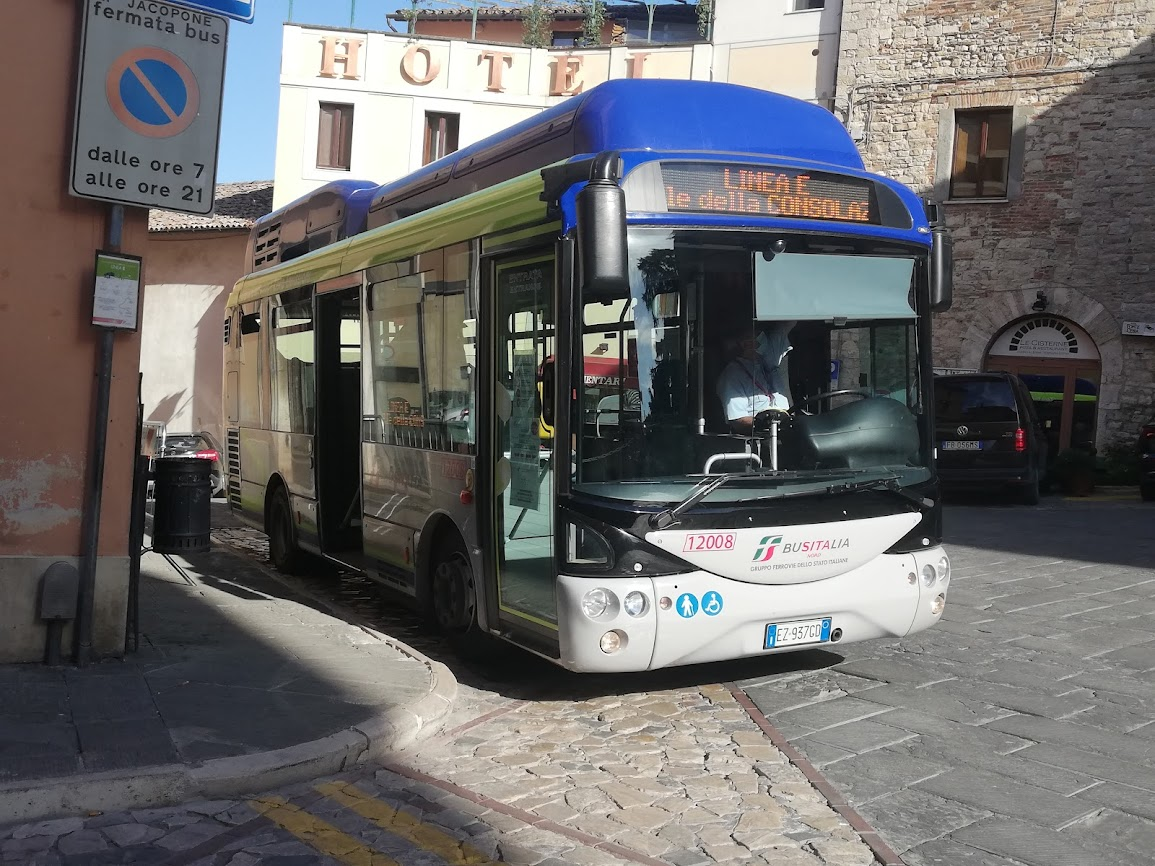
Un Rampini Alè Elettrico di BusItalia in Piazza Jacopone (Perugia)
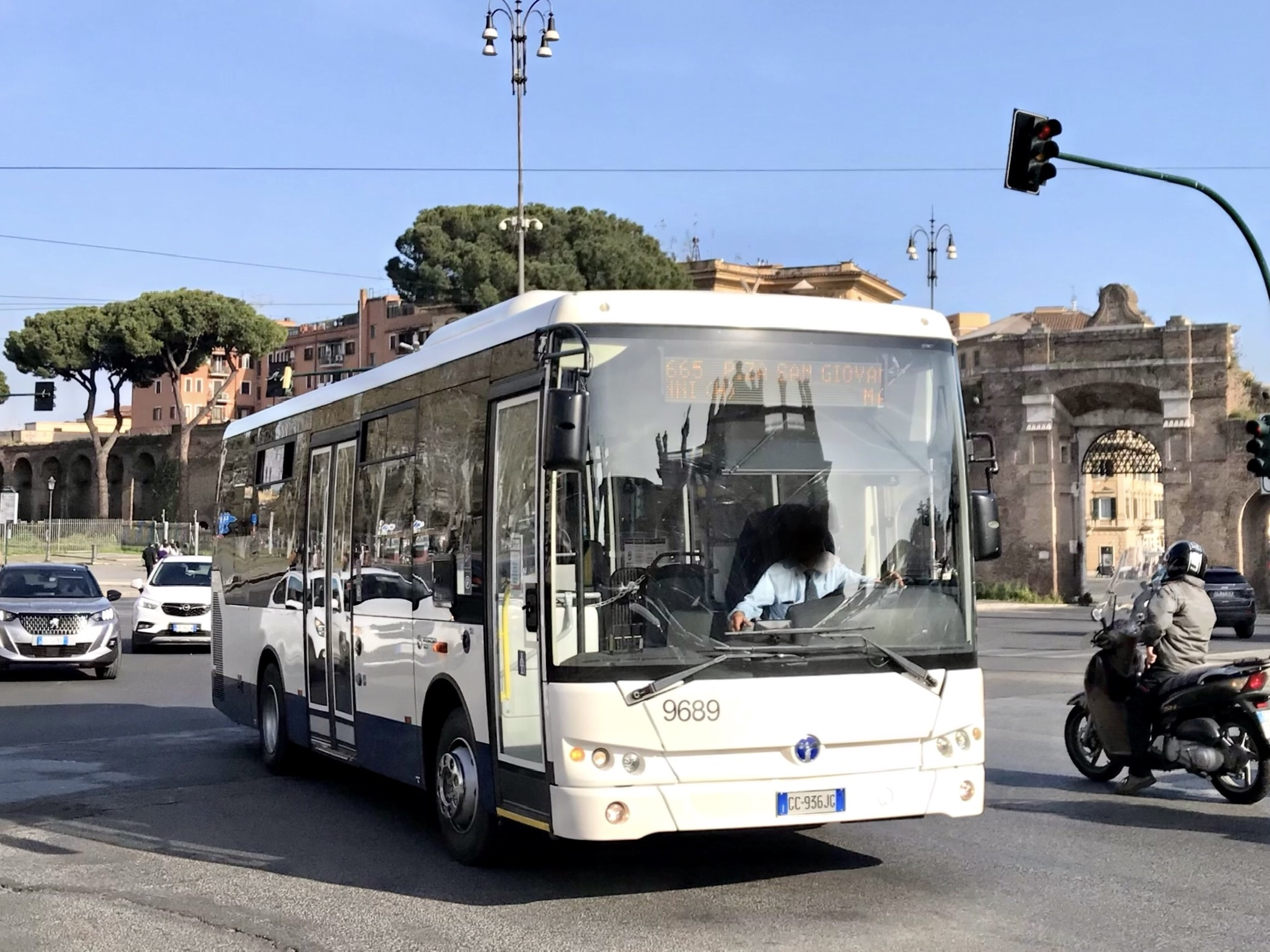
Un Temsa MD9 LE di Roma TPL
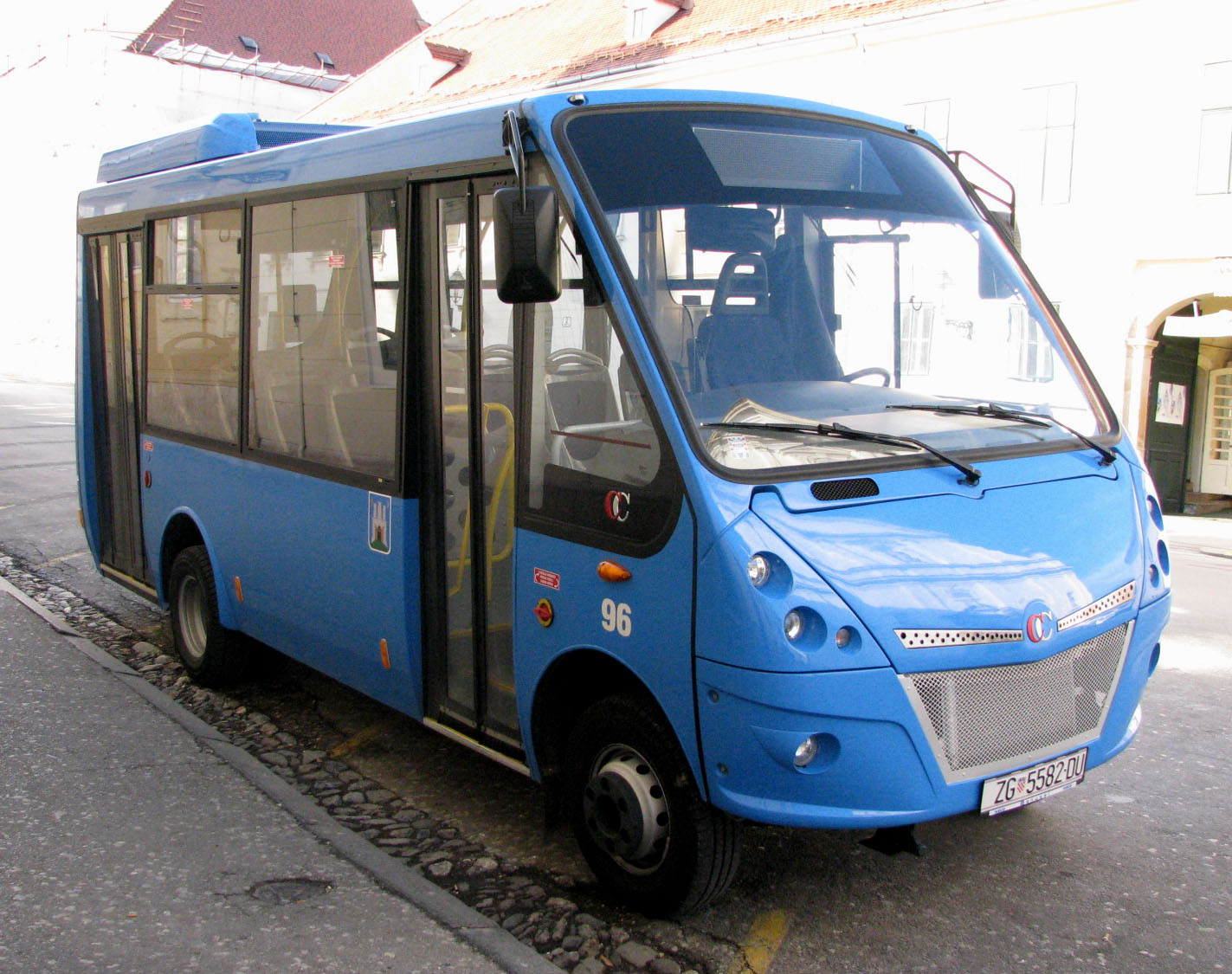
Un Cacciamali Urby della ZET a Zagabria, in Croazia
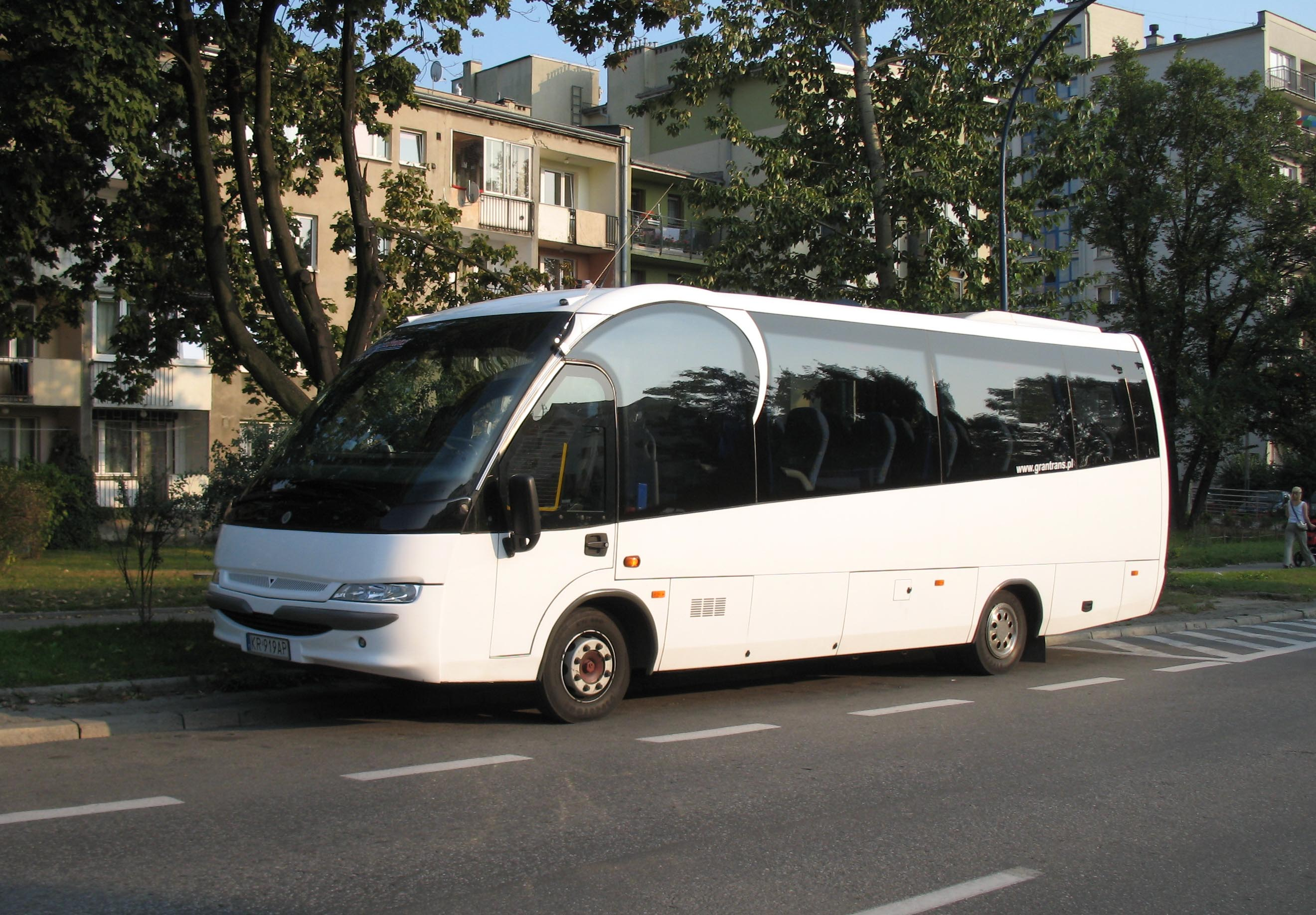
Un Iveco Indcar Mago 2

### Autobus a due piani
Gli autobus a due piani (o bipiano) sono una particolare categoria di autobus che comprende le vetture disposte di due piani per i passeggeri. Questa variante è molto diffusa in Gran Bretagna ma è presente anche in molti altri paesi. Le dimensioni possono variare dagli 8 ai 14 metri e può trasportare fino a 100 passeggeri. Questa tipologia di bus, come il AEC Regent III RT sono stati utilizzati come elemento caratterizzante di alcuni film, soprattutto quando vengono aggiunti elementi particolari, come il terzo piano dei bus dei film di Harry Potter.

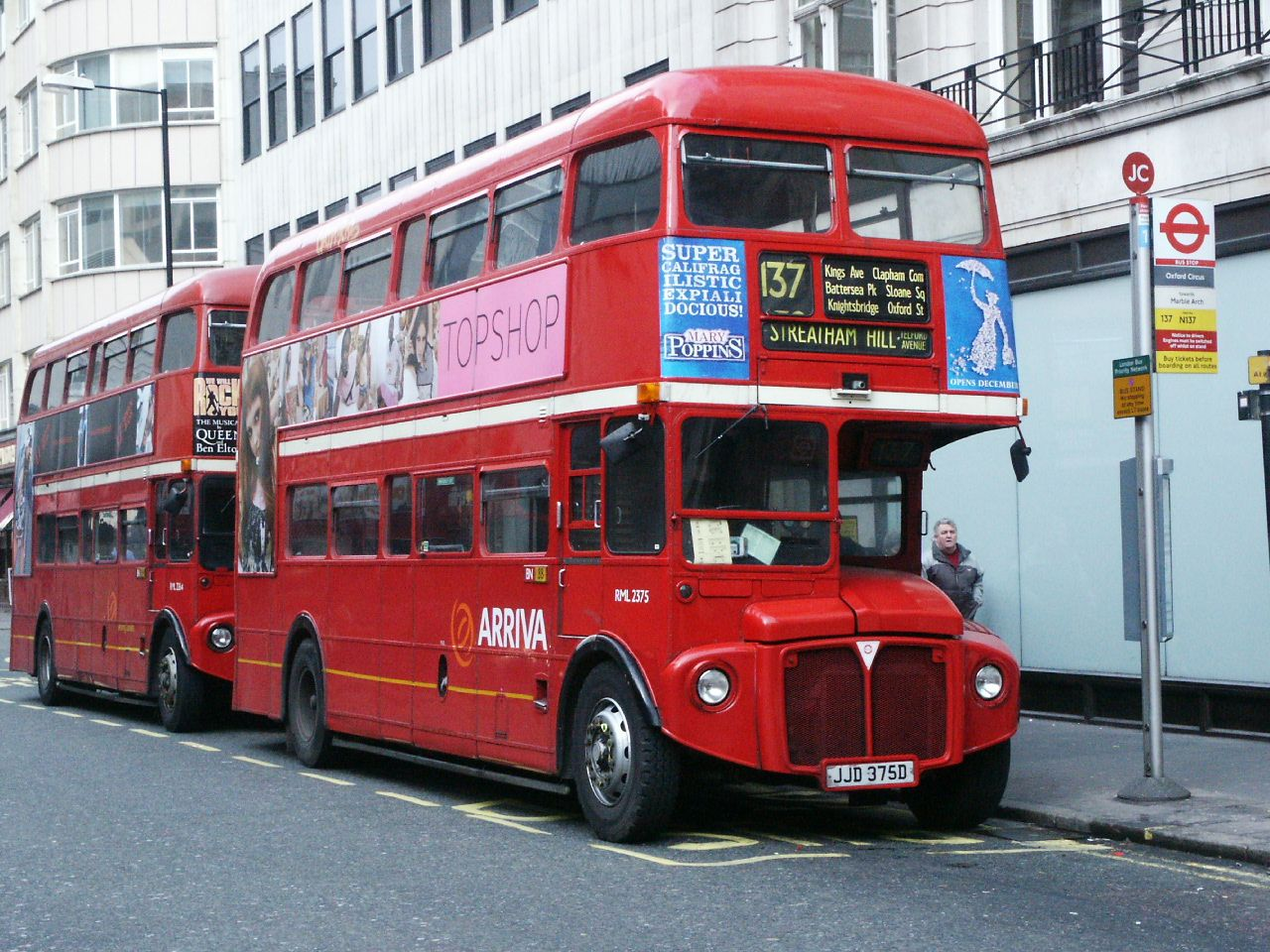
AEC Routemaster di Arriva, a Londra
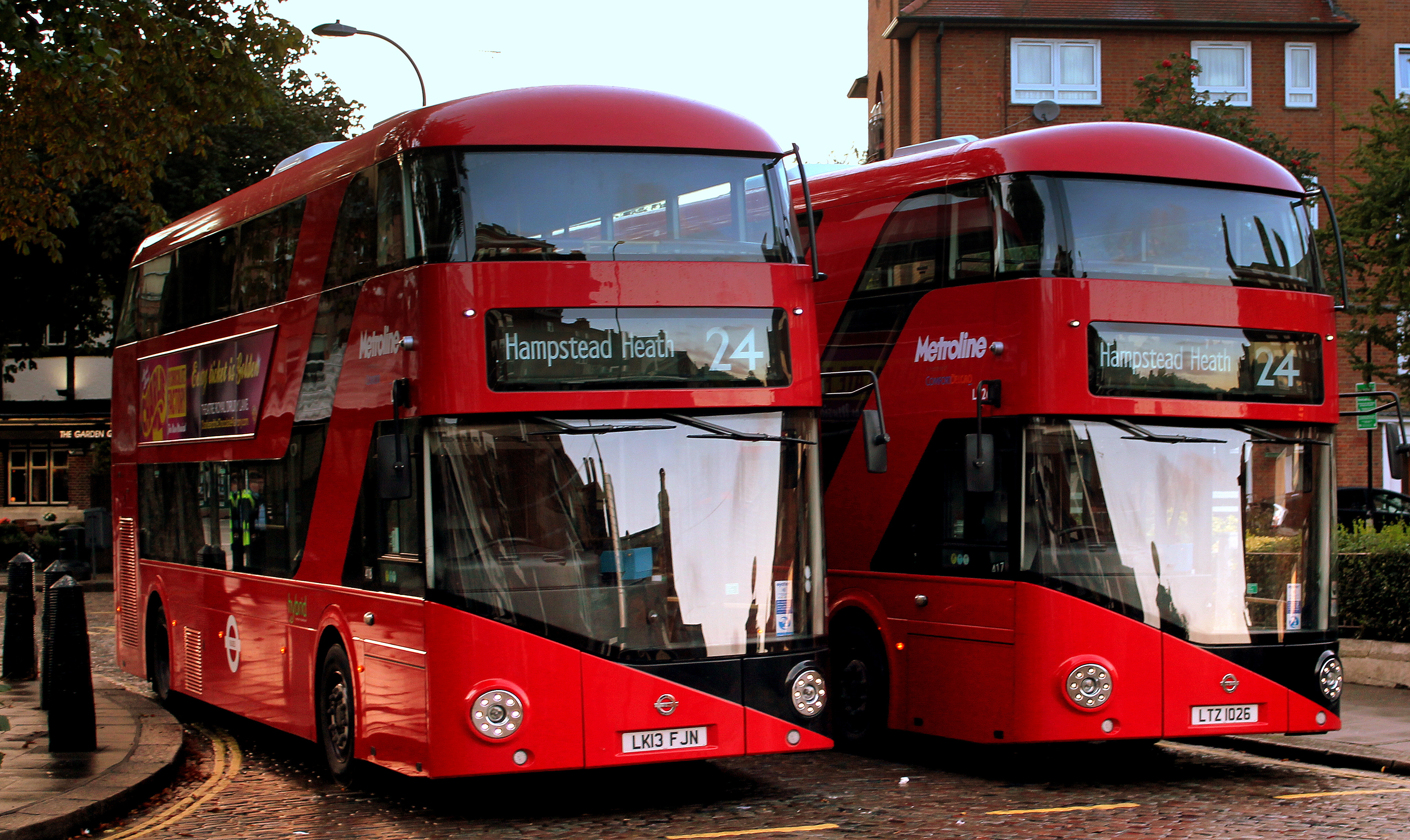
Due New Routemaster di Tfl a Londra
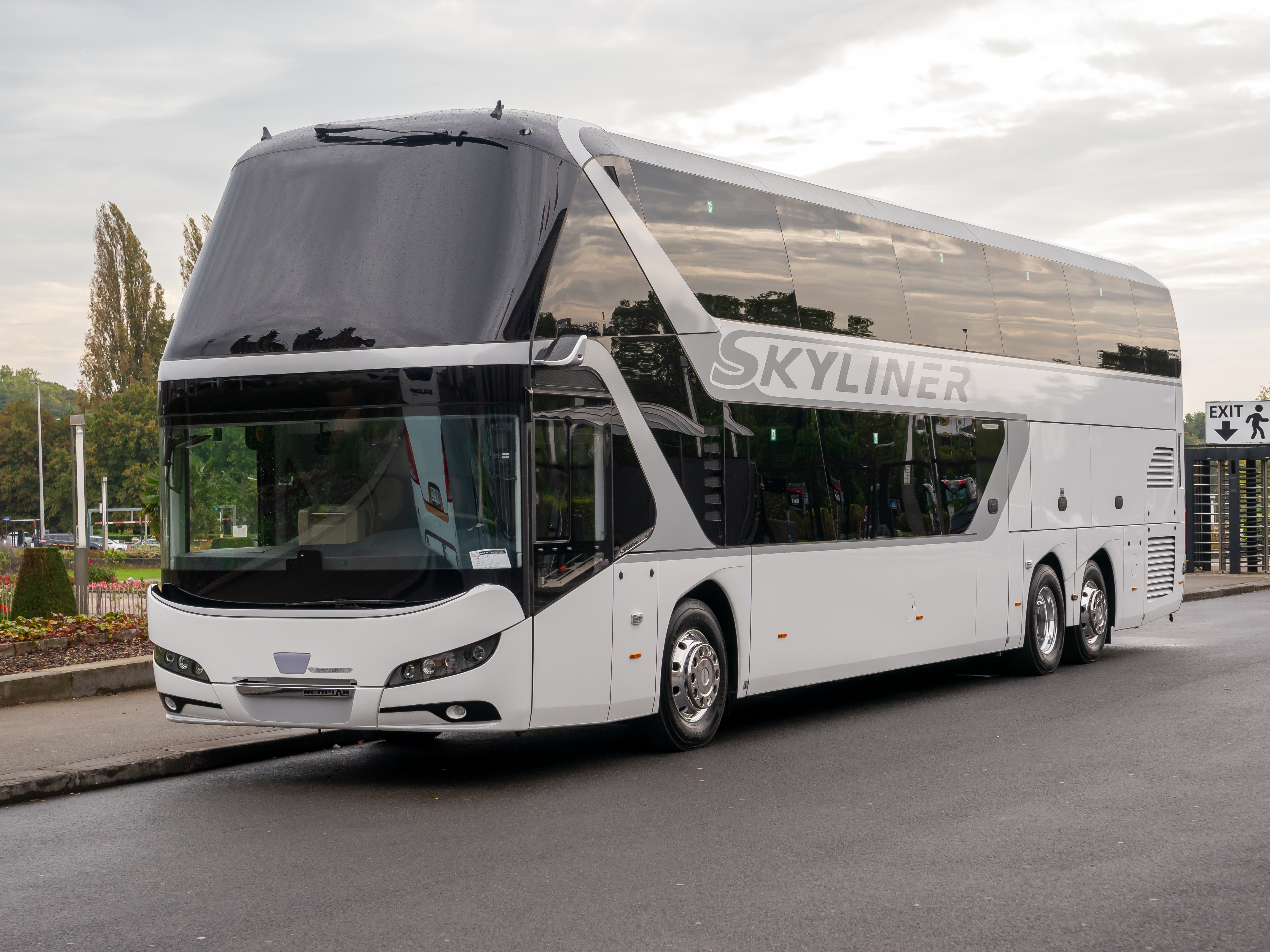
Un Neoplan Skyliner

### Autobus
L'autobus per antonomasia, essendo molto versatile e capiente, può essere usato per il servizio urbano, suburbano e interurbano. I modelli più moderni dispongono di un pianale ribassato e sono spesso provvisti di una pedana idraulica per permettere la salita dei passeggeri disabili.

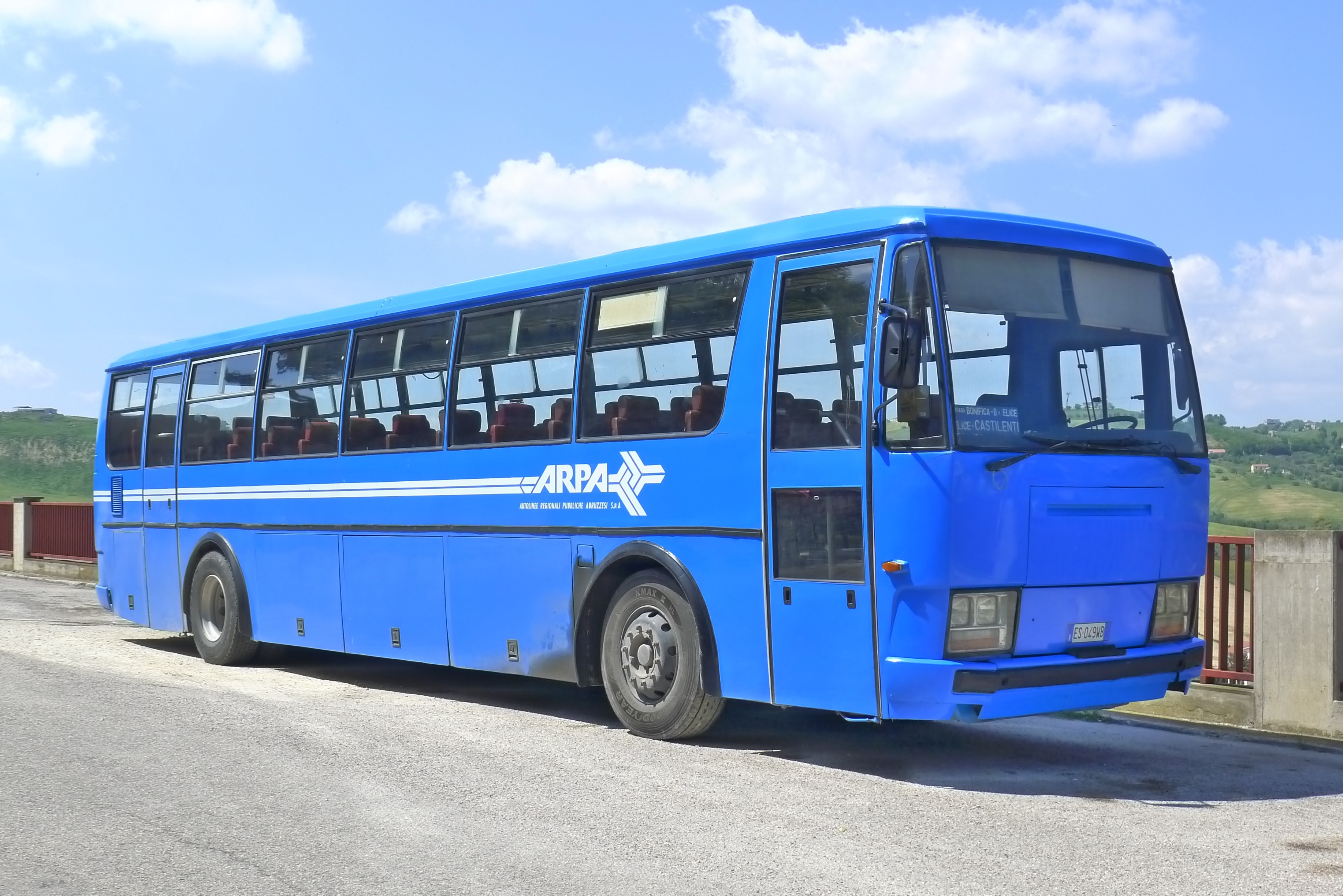
Fiat-Iveco 370 di ARPA, in Abruzzo
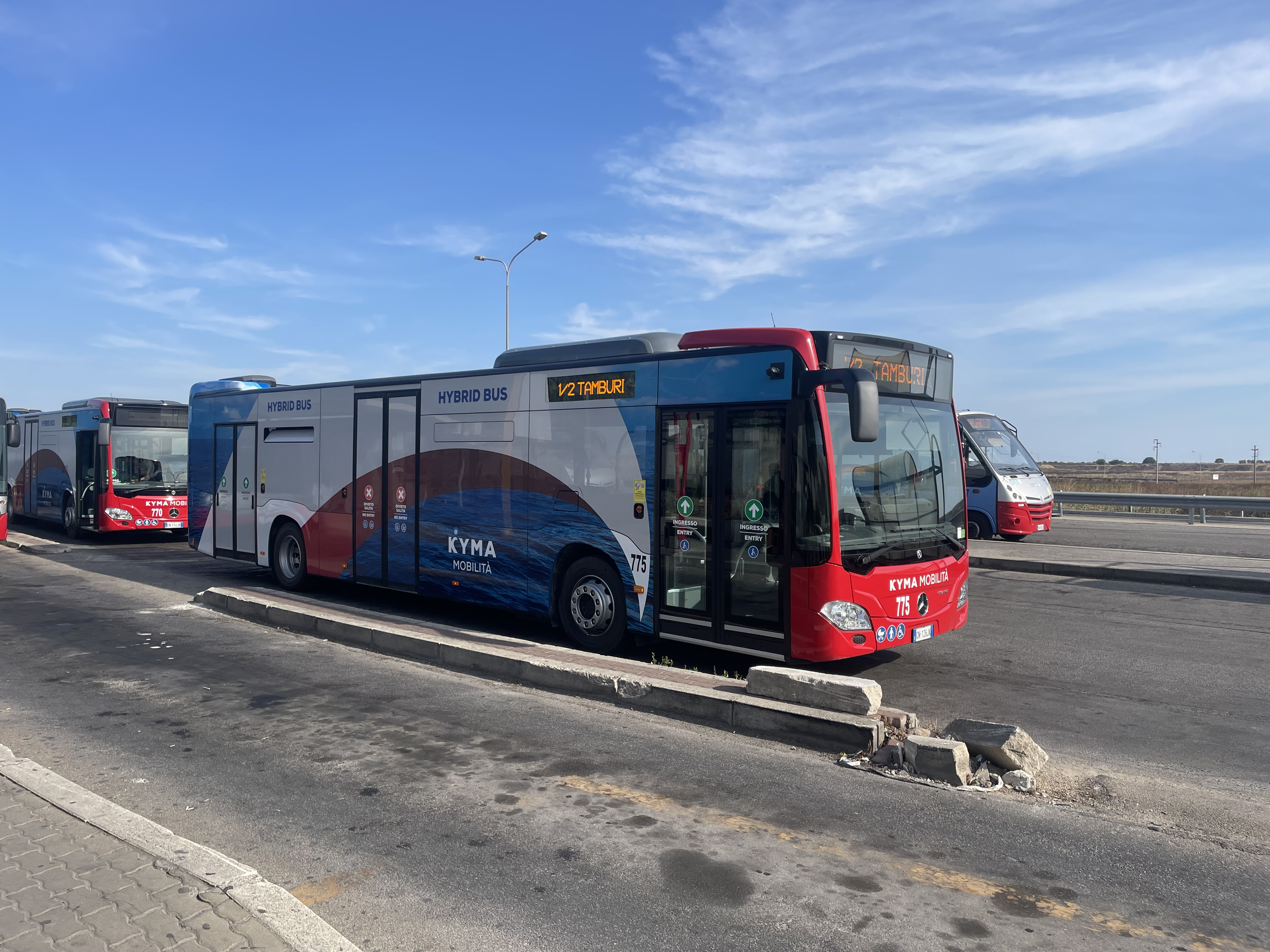
Mercedes-Benz Citaro di KYMA Mobilità a Taranto
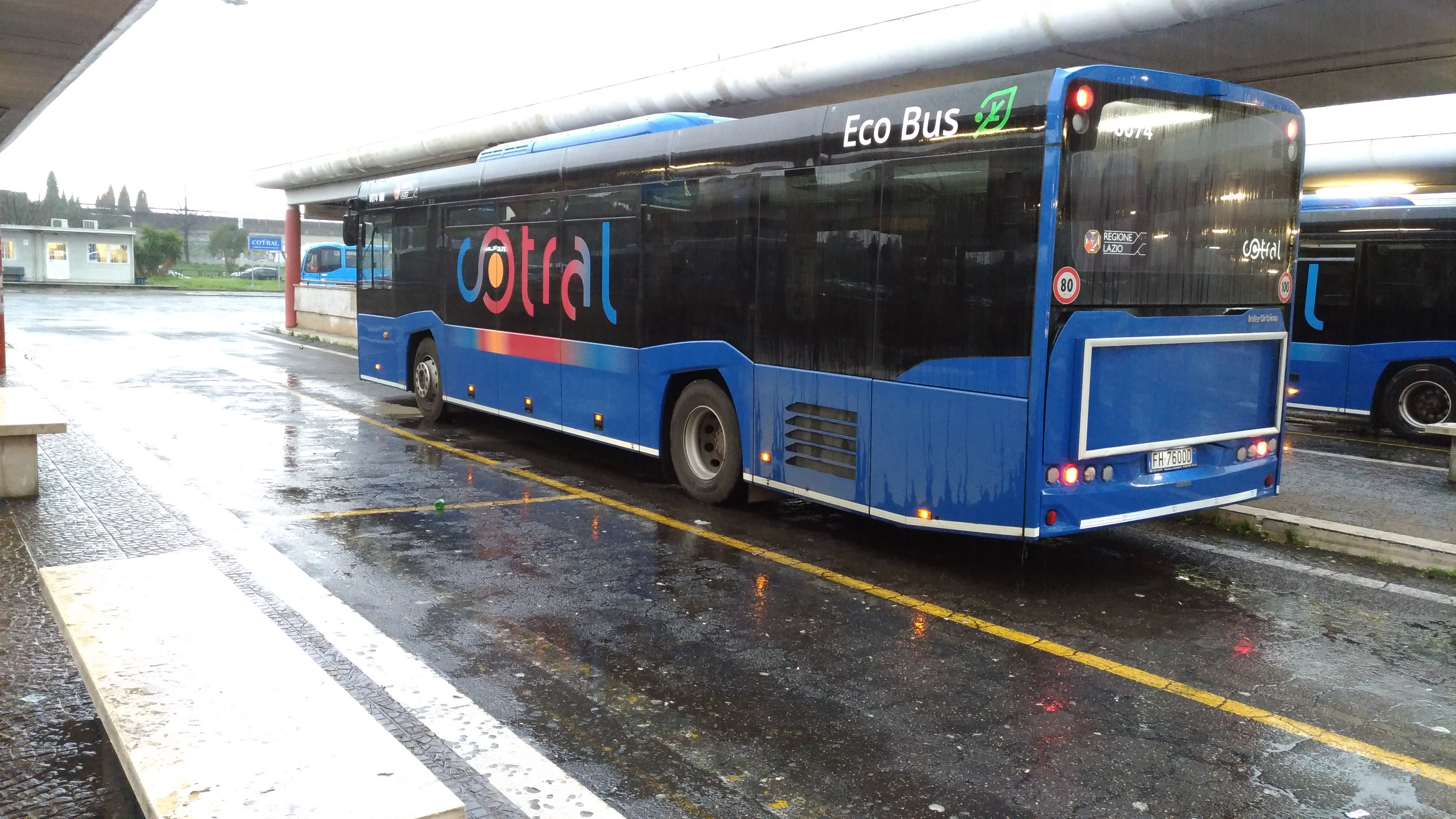
Solaris InterUrbino 12 di Cotral a Roma

### Pullman
In un pullman (in francese autocar e in inglese coach) tutti i viaggiatori sono obbligatoriamente seduti e tutti i sedili sono dotati di cinture di sicurezza. I pullman sono dotati di uno spazio nel quale i passeggeri possono mettere i propri bagagli, questo spazio è generalmente situato sotto l'abitacolo, e quindi i pullman sono più alti degli autobus; i pullman impiegati su lunghe distanze sono inoltre dotati, solitamente, di una toilette, cucina e di sedili inclinabili.
Un pullman è un mezzo di trasporto pubblico stradale capace di accogliere dei viaggiatori seduti, impiegato su connessioni di media e lunga distanza: connessioni regolari (interurbane, interregionali o nazionali), connessioni turistiche (pullman turistico), connessioni scolastiche (scuolabus), ecc.
In sintesi, un autobus è un mezzo di trasporto utilizzato su linee regolari urbane e periurbane, con un numero limitato di posti a sedere. Un pullman, invece, opera su linee regolari di media e lunga percorrenza ed è dotato esclusivamente di posti a sedere. Infine, un pullman turistico è simile a un pullman, ma viene impiegato su linee non regolari (a noleggio) e offre generalmente un comfort superiore.
I pullman hanno generalmente le medesime dimensioni di un autobus (tra 11 e 14.5 metri), offrono tra 40 e 60 posti a sedere e sono spesso impiegati da aziende di trasporto come Eurolines, Flixbus, Itabus, ecc.

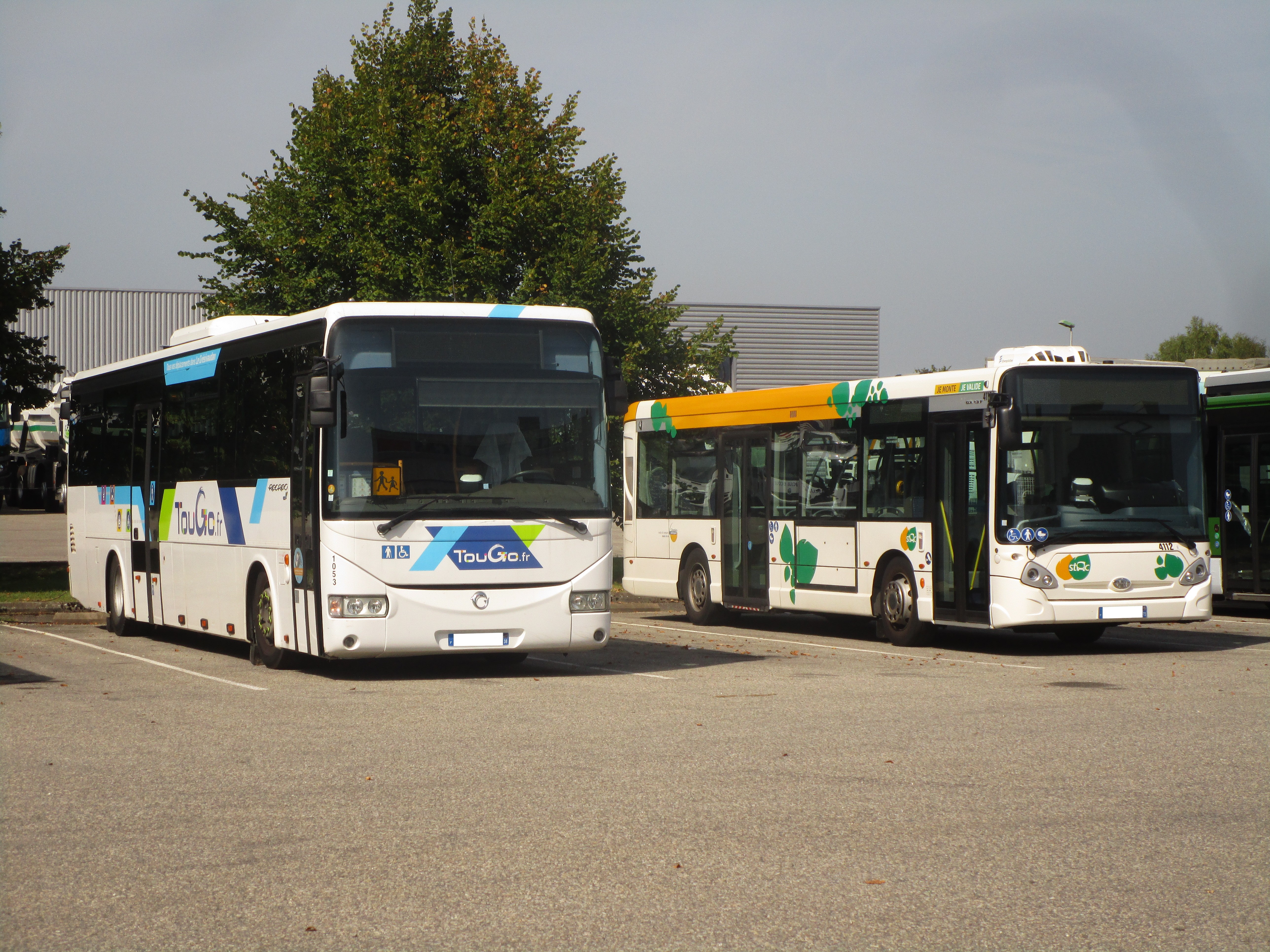
A sinistra, un Irisbus Récréo (pullman); a destra, un Heuliez GX137 (autobus)
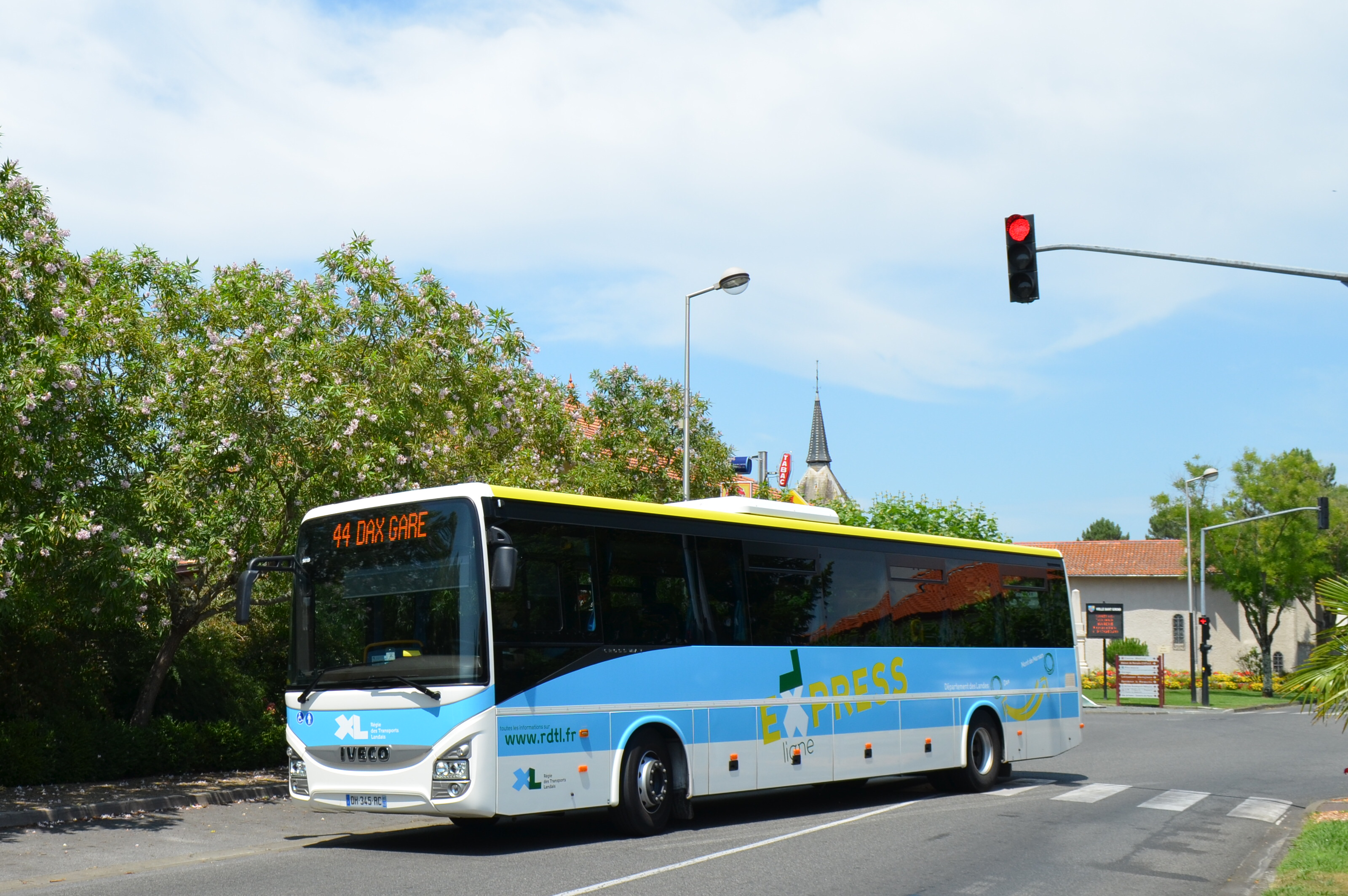
Un Iveco Bus Crossway
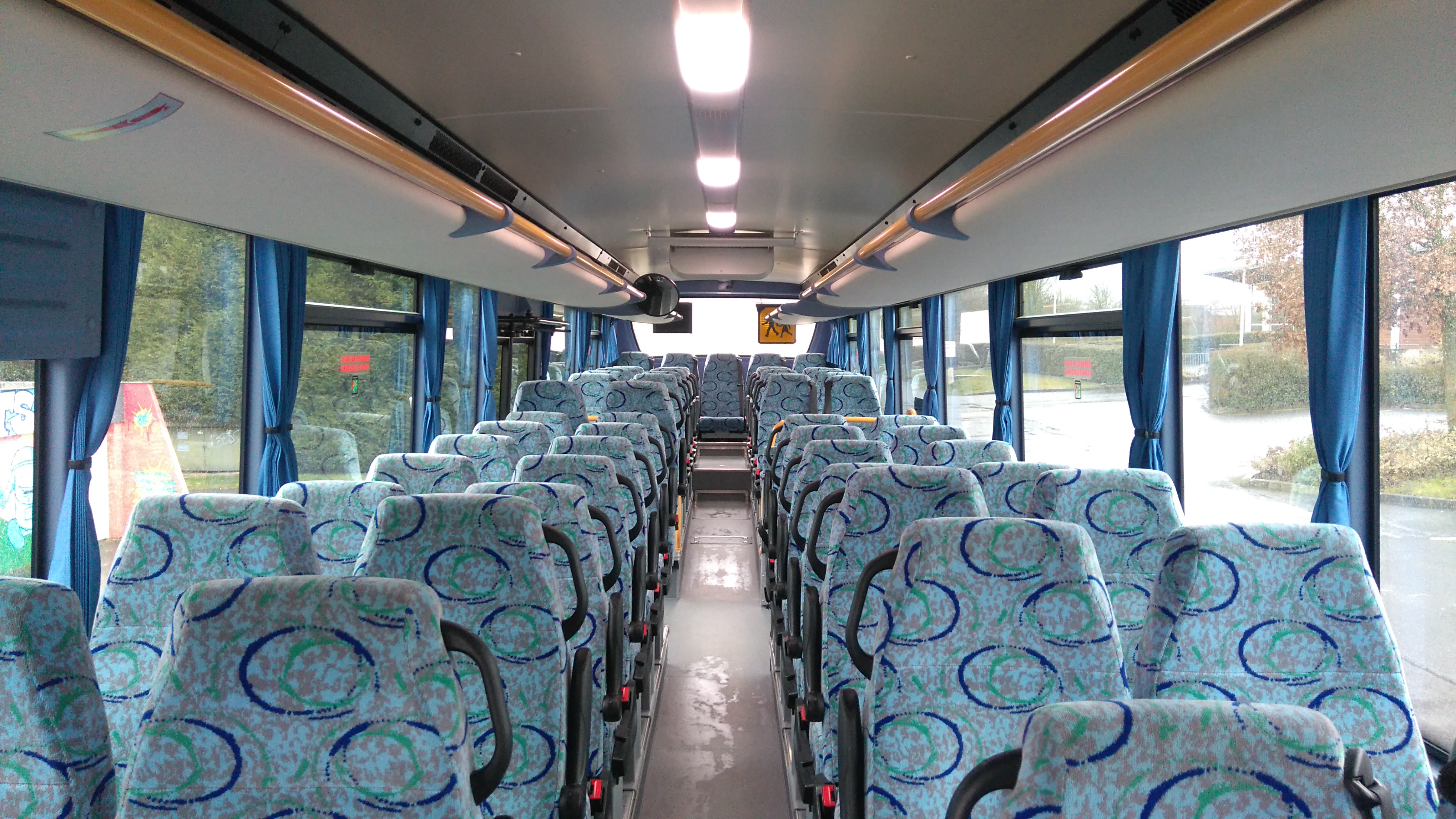
Interno di un pullman Iveco Bus Crossway

### Scuolabus
Gli scuolabus sono una variante degli autobus, e sono molto diffusi negli Stati Uniti e in Canada. Come suggerisce il nome vengono adibiti al trasporto degli studenti e possono essere gestiti dalle singole scuole, dagli enti statali o da un'azienda privata. Spesso differiscono dall'autobus in termini di struttura, essendo tuttavia uguale il funzionamento.

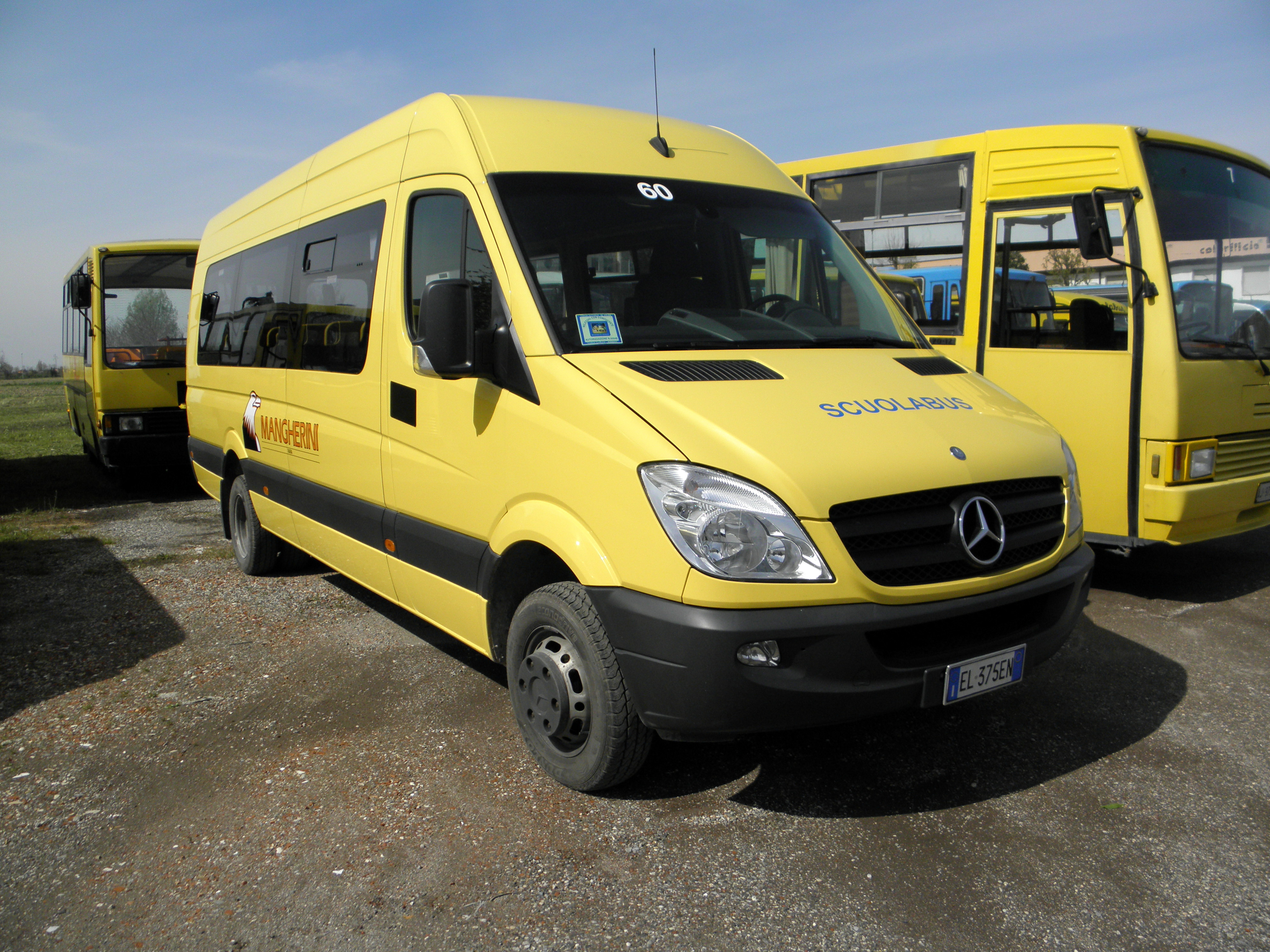
Uno scuolabus Mercedes-Benz (Evobus)

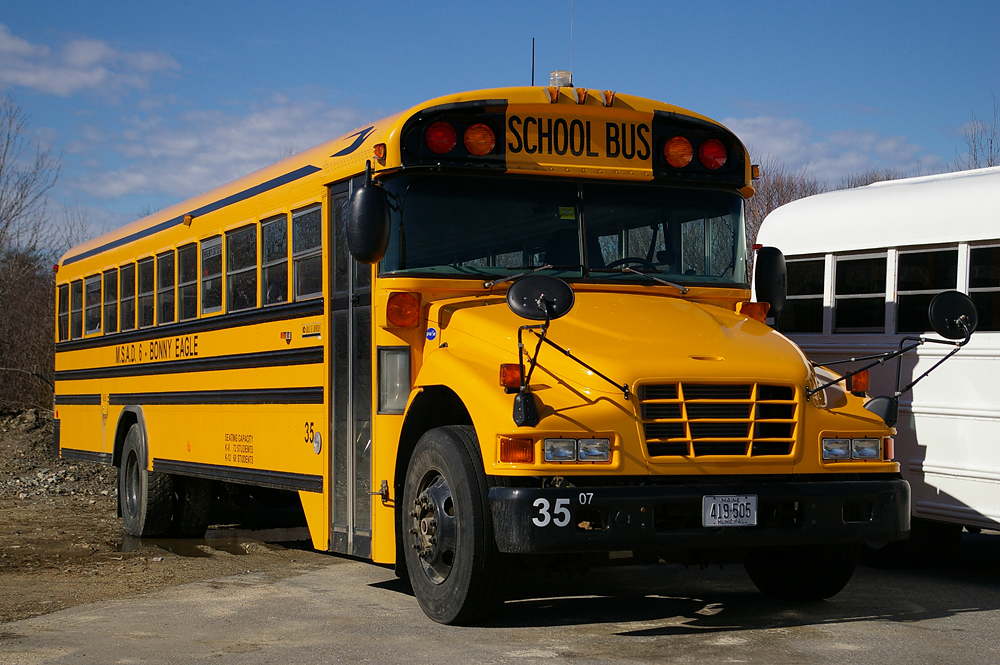
Blue Bird Corporation Vision a Portland, nel Maine

### Gran Turismo
Meglio conosciuti come pullman turistici e spesso abbreviati in GT, questi "autobus" hanno la peculiarità di non essere utilizzati solitamente per il trasporto pubblico locale. Le dimensioni rimangono quelle dell'autobus di linea, tuttavia sono più confortevoli e vengono allestiti per trasportare appunto turisti e scolaresche o sono destinati al noleggio per privati (come ad esempio le società calcistiche); vengono anche impiegati nel trasporto pubblico a lunga percorrenza e in questo caso sono chiamati semplicemente "pullman" e  come sopra specificato, talvolta sono dotati di toilette. Ne esiste una versione caratterizzata dall'assenza del tetto, il cosiddetto torpedone, il quale può essere sia bipiano che singolo.

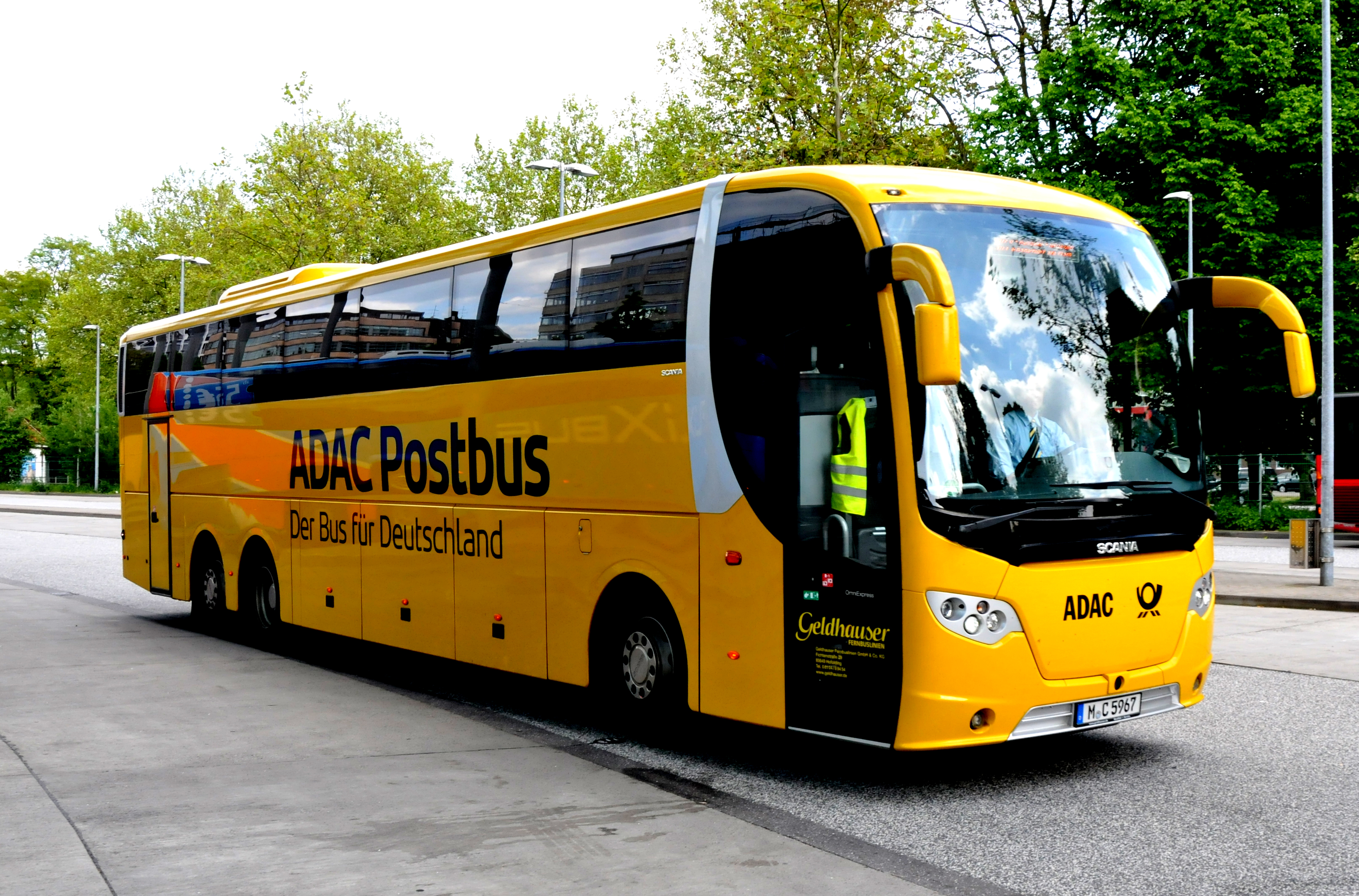
Scania OmniExpress di ADAC ad Amburgo, in Germania
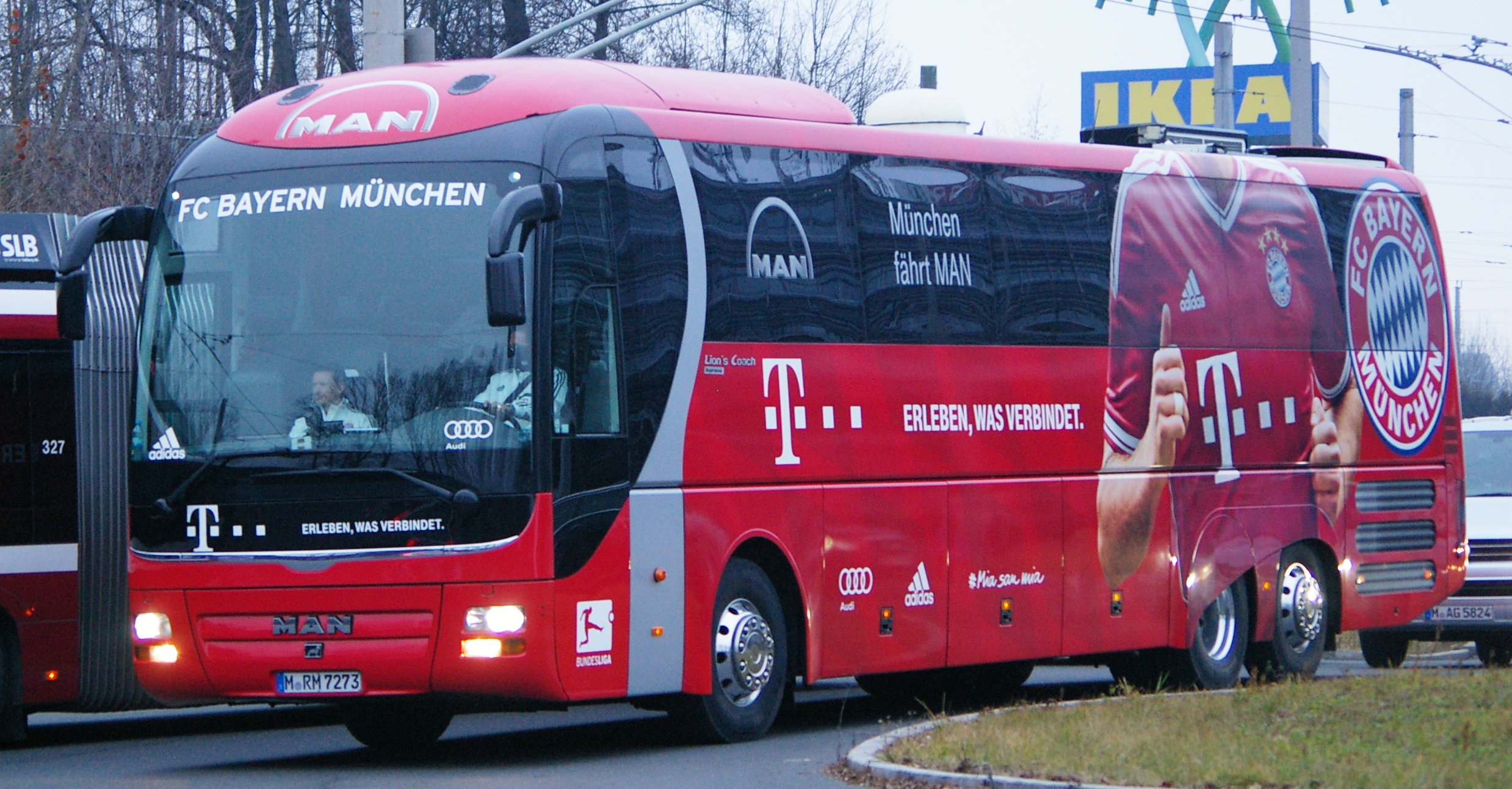
Gran Turismo MAN adibito al trasporto del Bayern Monaco a Dublino, in Irlanda
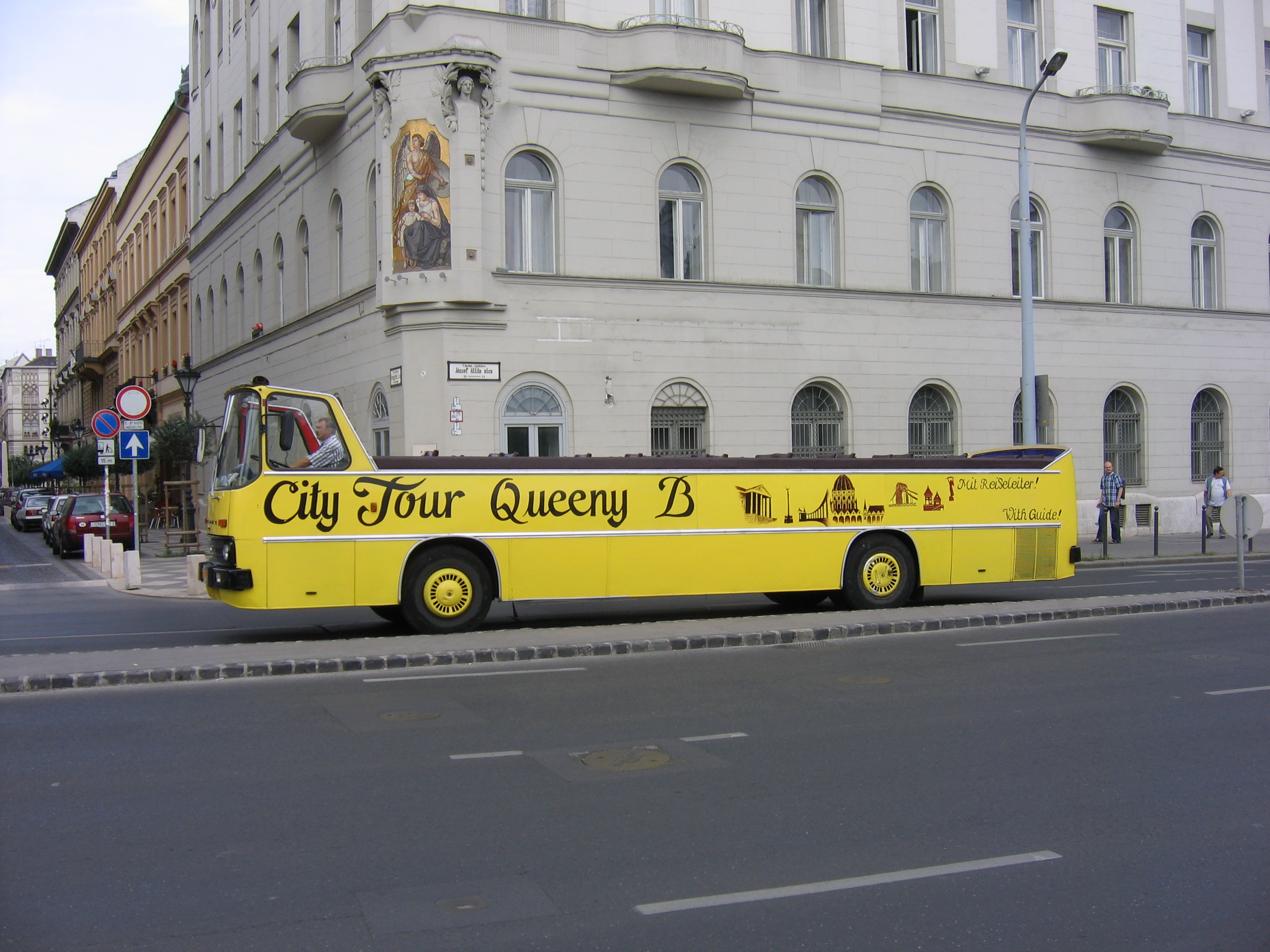
Torpedone di Budapest, in Ungheria

### Autosnodato
L'autosnodato (o articolato) è una versione dell'autobus composta da due elementi uniti da un dispositivo flessibile. Solitamente le dimensioni si aggirano intorno ai 18 metri e la capienza dei passeggeri è di circa 90-120. Esistono in alcuni paesi i cosiddetti jumbobus (o bi-articolati) di 24 metri che presentano tre corpi collegati da due dispositivi flessibili; esiste un'altra variante, prodotta in Germania, che è costituita da un autosnodato bipiano, gli unici esemplari sono stati prodotti dalla Neoplan tra il 1975 e 1992.

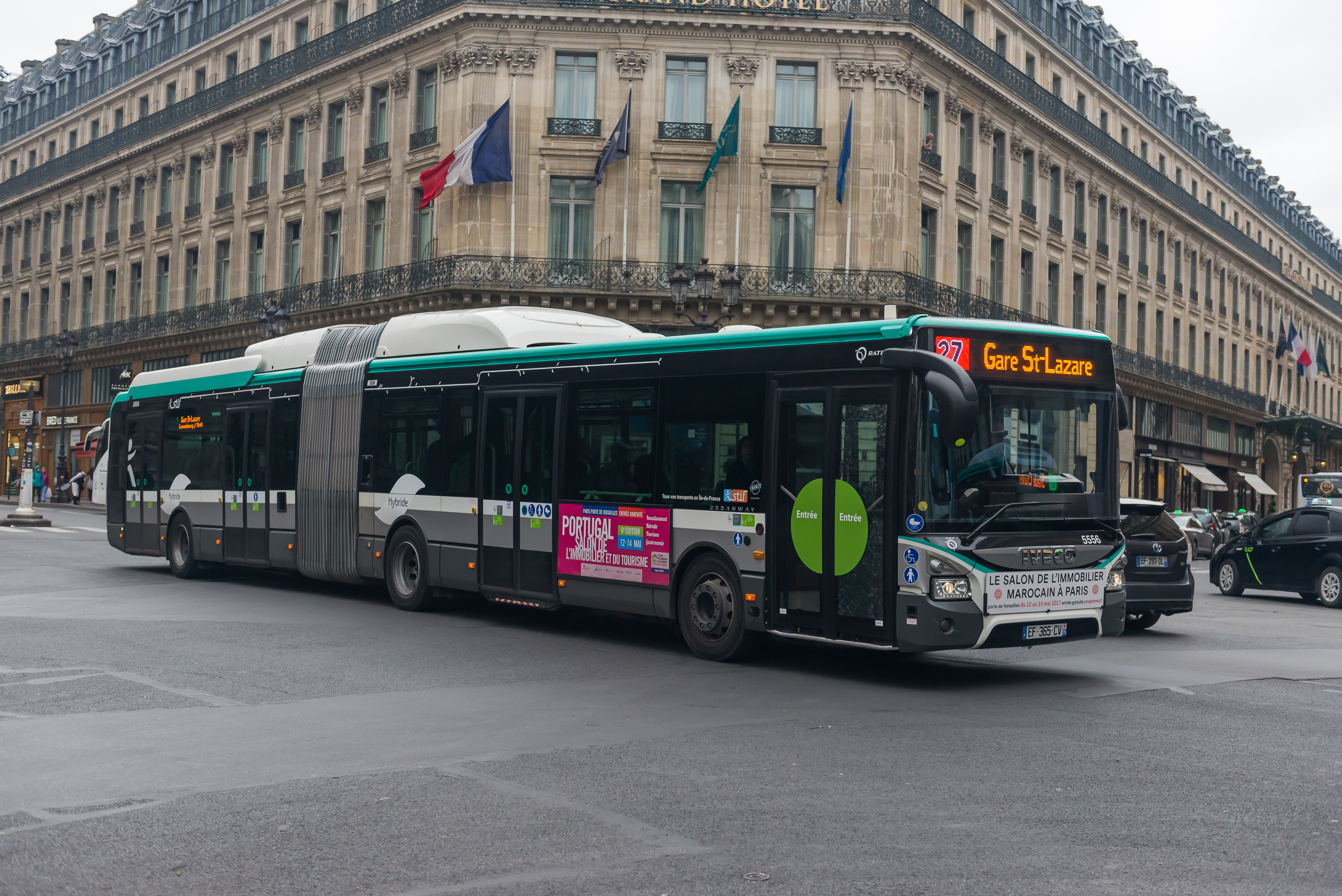
Iveco Bus Urbanway di RATP a Parigi
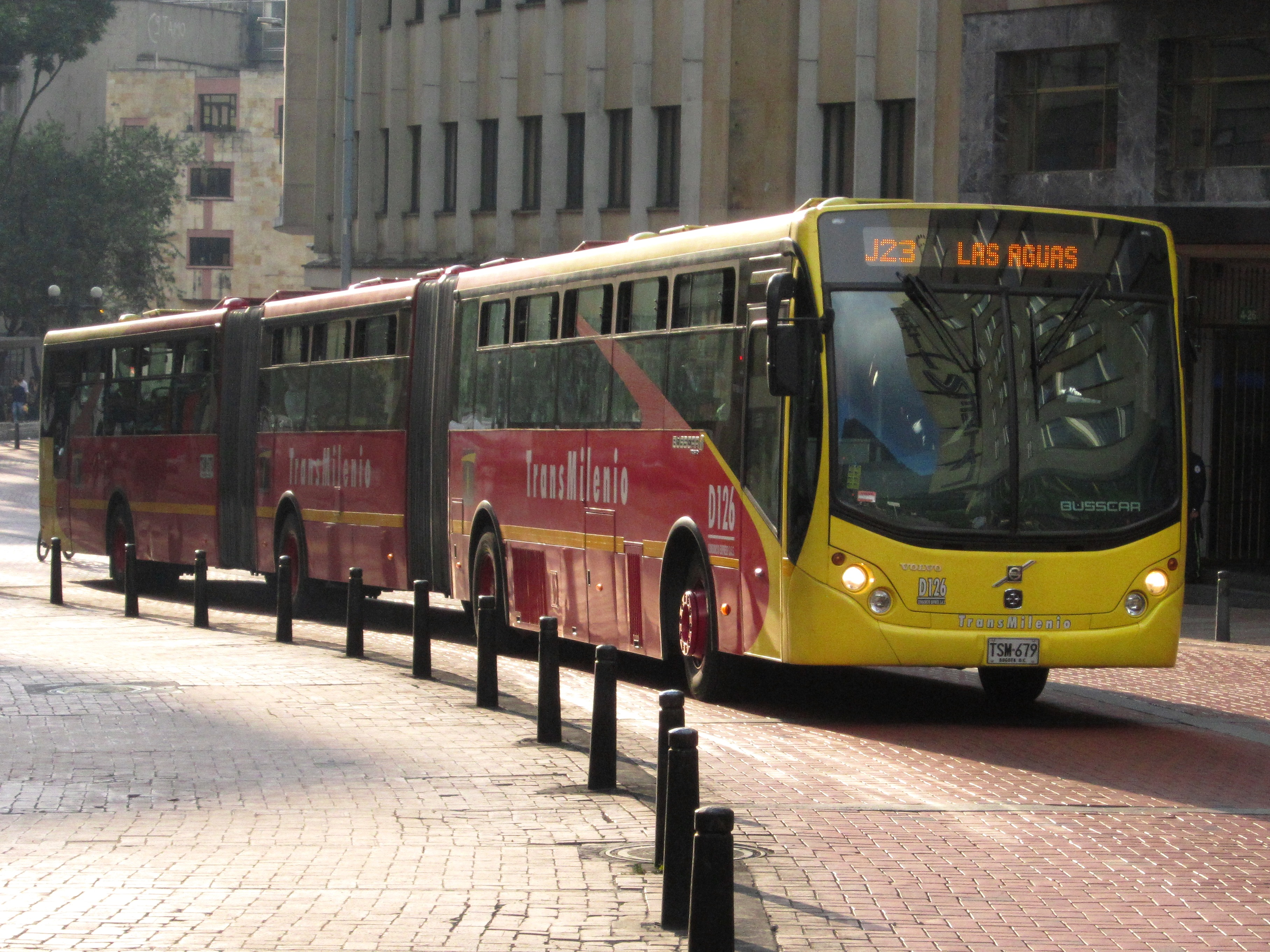
Un jumbobus prodotto dalla Busscar a Bogotà, in Colombia
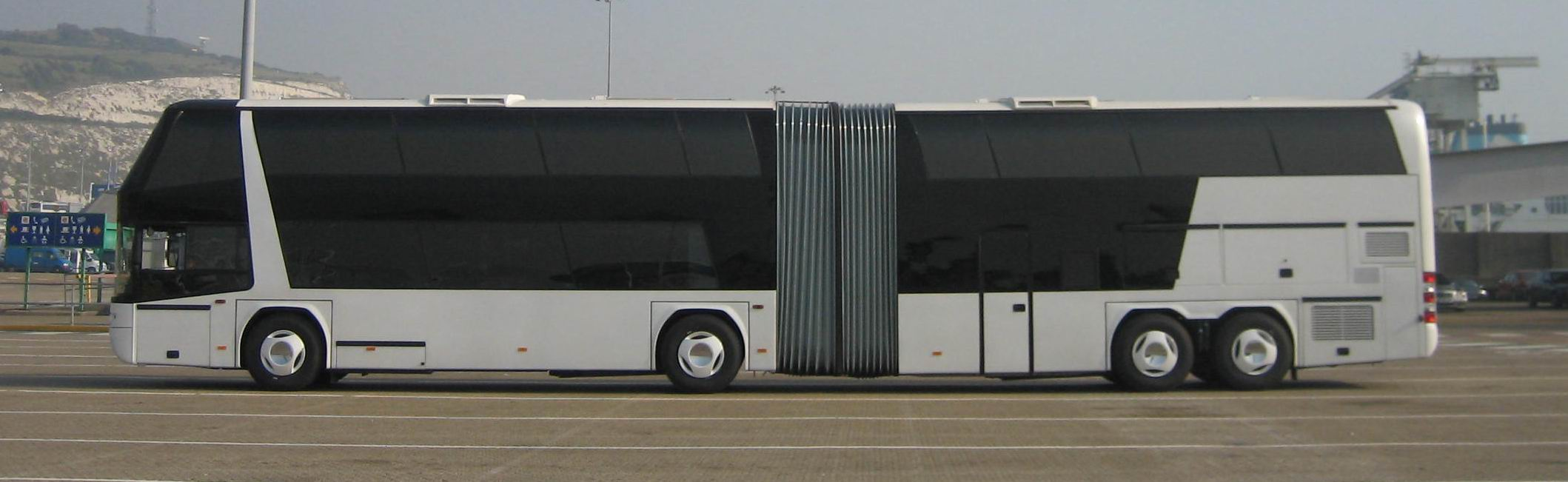
Neoplan Jumbocruiser a Dover, nel Regno Unito
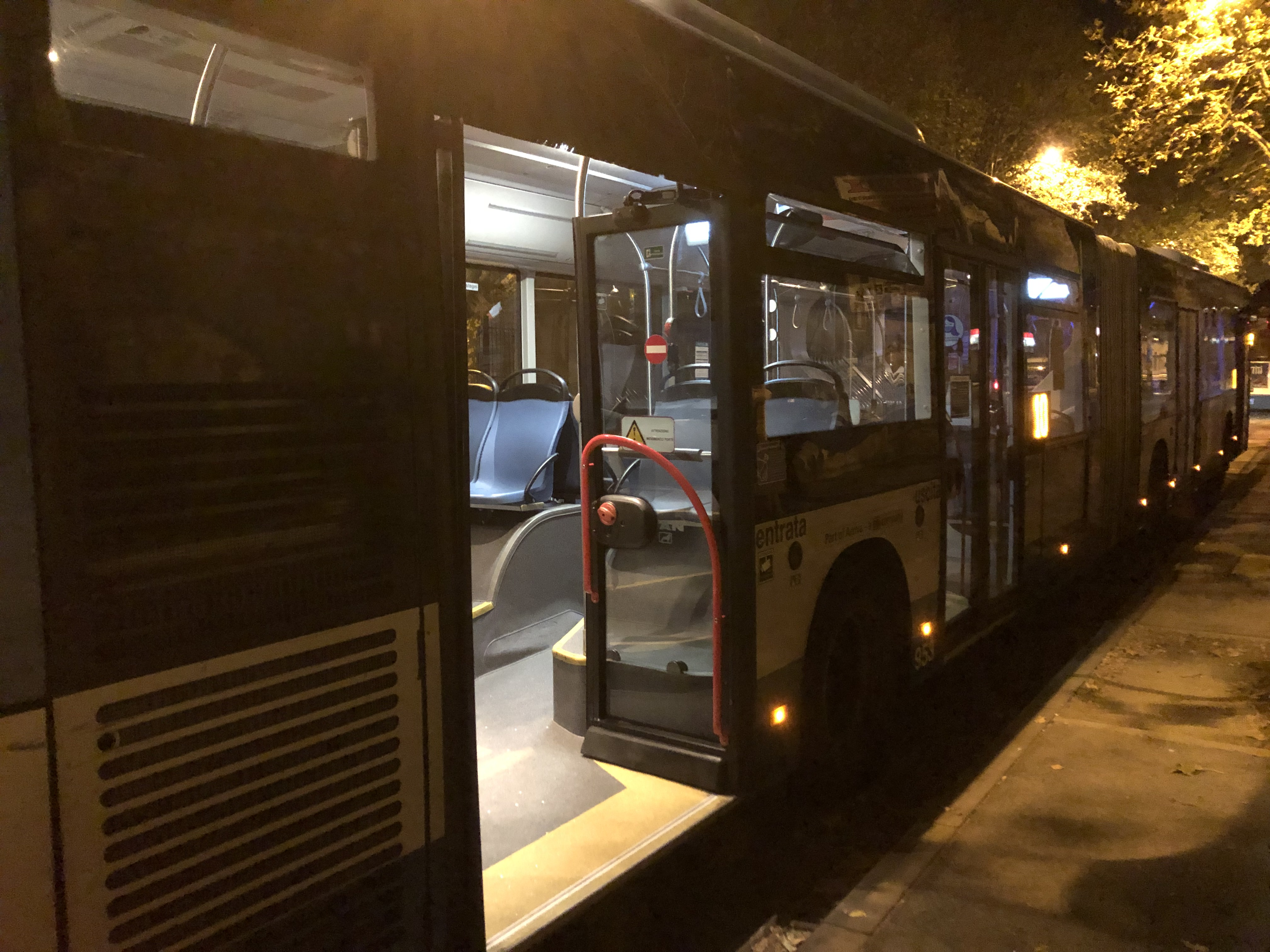
MAN Lion's city G A23 della Trieste Trasporti

### Filobus
I filobus sono l'unione di tram e autobus, infatti sono dotati di un motore elettrico la cui batteria è ricaricabile collegandosi con il pantografo alla linea aerea; questo permette alla vettura di percorrere lunghi tratti anche in assenza di linea aerea e non richiede, al contrario del tram, le rotaie. Solitamente i filobus sono degli autosnodati, ma nel passato potevano essere anche di dimensioni inferiori, tra i 12 e i 17 metri.

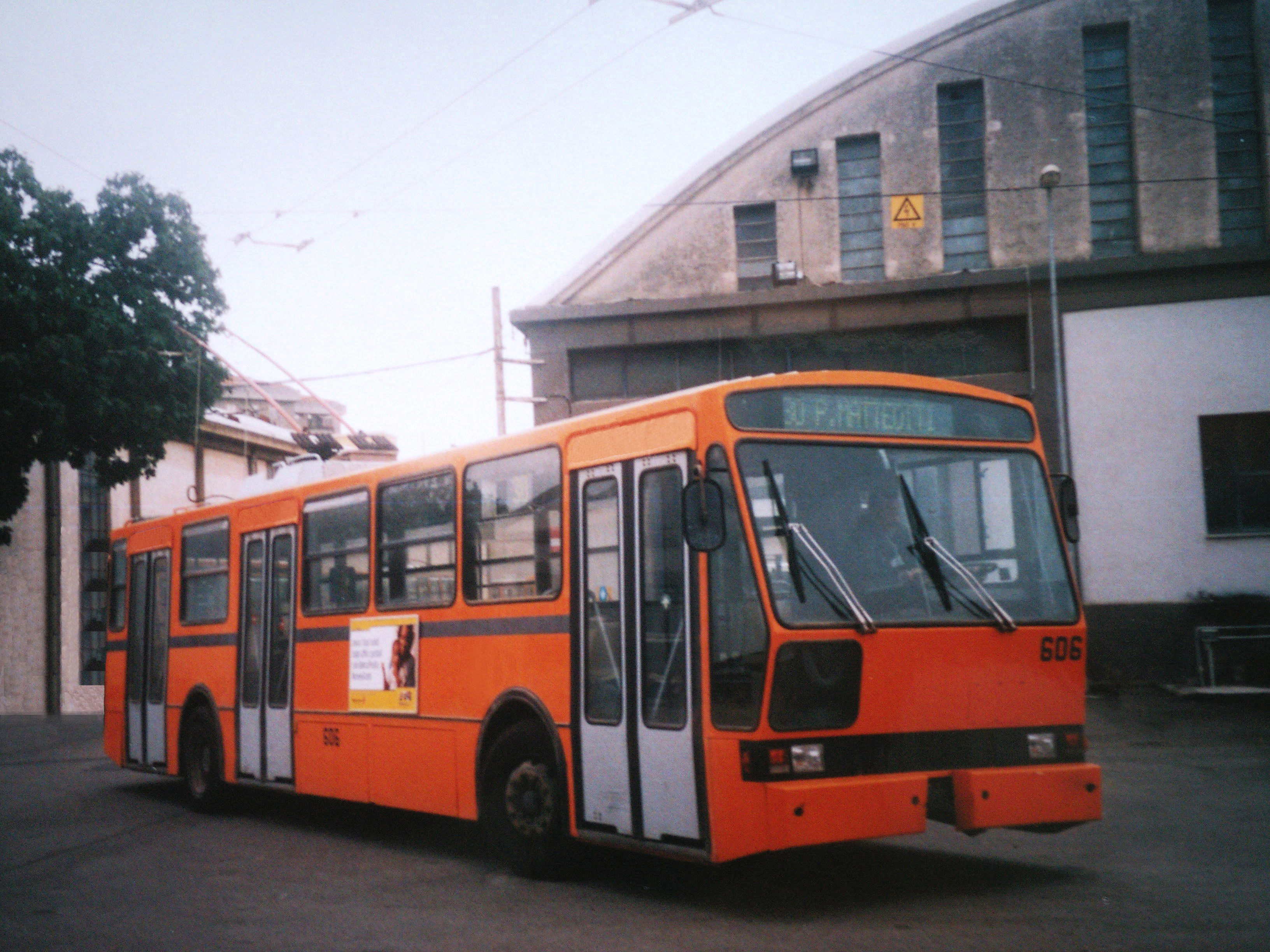
Inbus F140 di CTM, a Cagliari
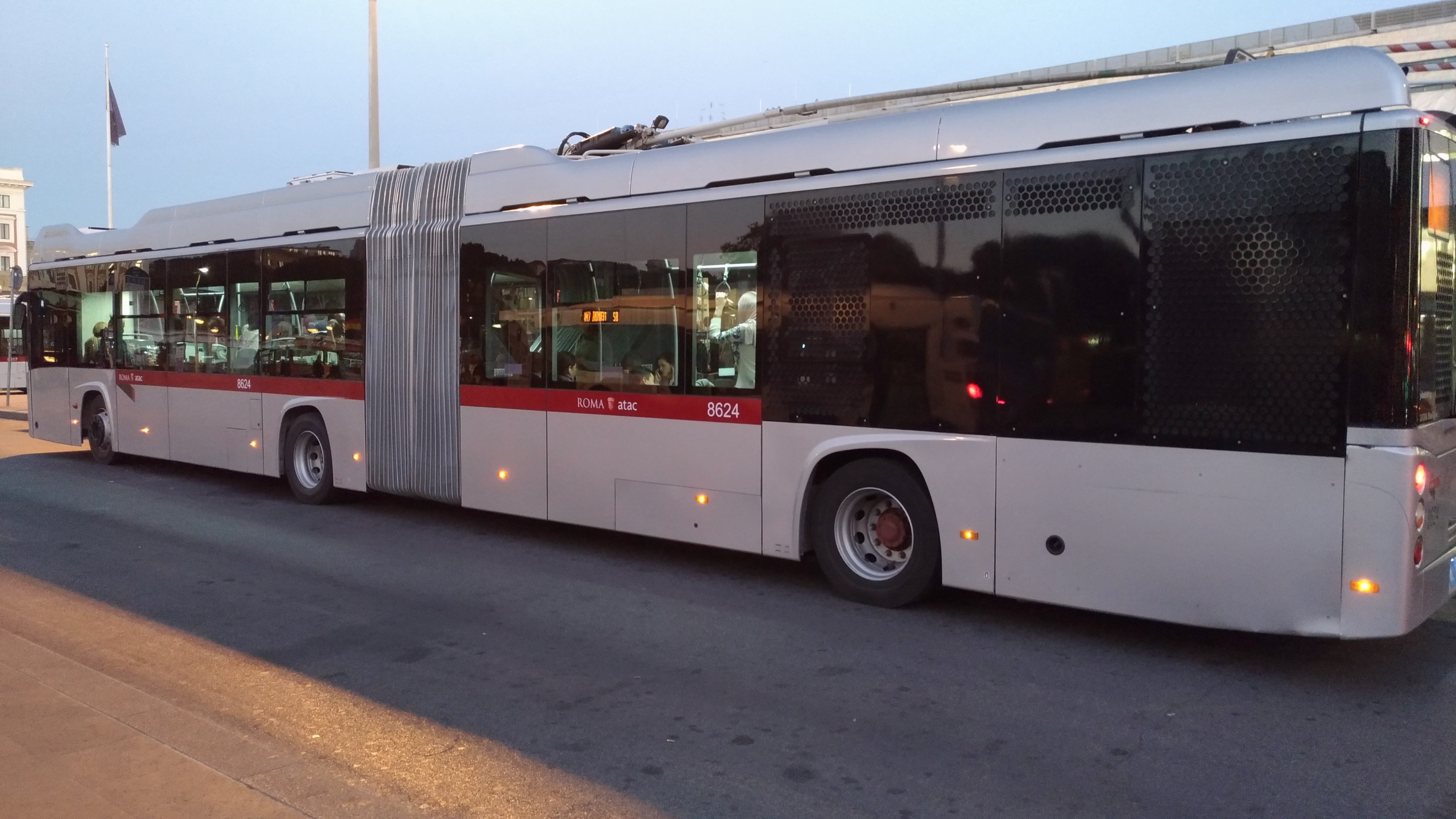
BredaMenarinibus Avancity+ HTB di ATAC, a Roma

### Tipologie in disuso

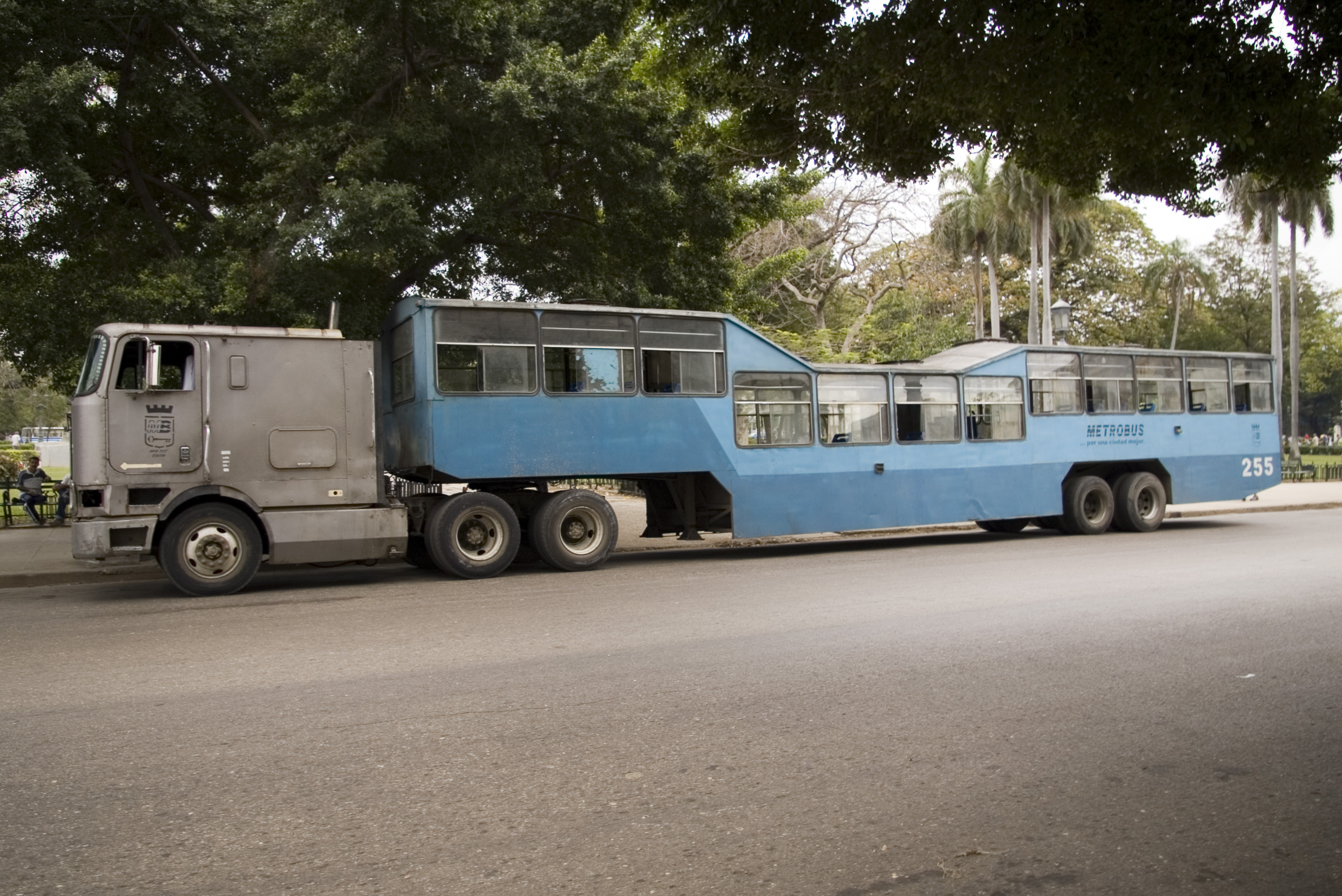
Esempio di autobus Camello

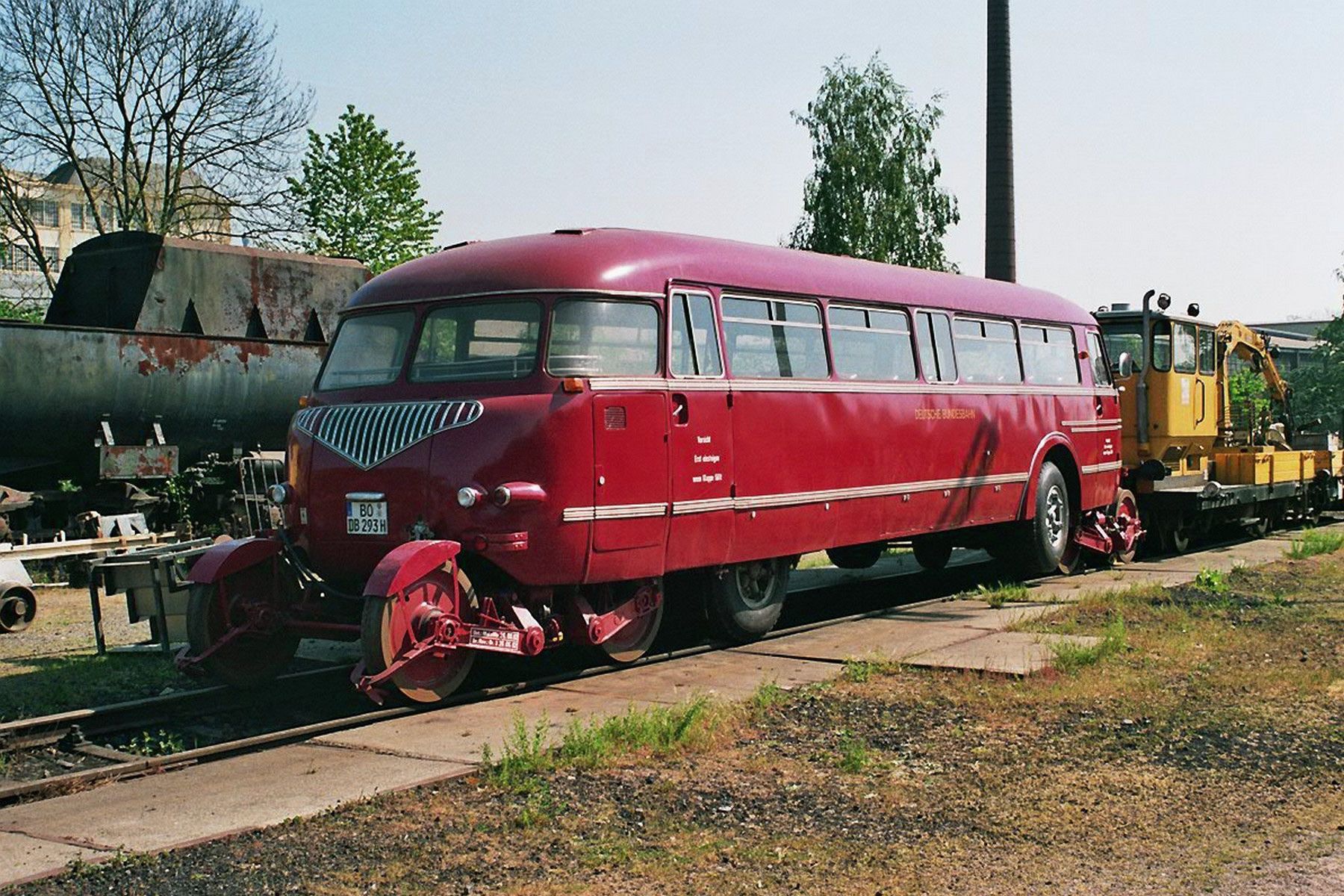
Uno Schienen-Straßen-Omnibus

Negli anni Trenta erano comuni gli autobus come il Büssing del tipo SS e del tipo DS. Oggi sopravvivono come mezzo di trasporto locale pubblico, nel tipo di evoluzione cubana, proprio della capitale Avana. Per la loro forma di costruzione, con la zona di risalita ribassata al centro dell'abitacolo, vengono chiamati "Camello".
Negli anni Cinquanta erano comuni in Germania singolari modelli di autobus anfibi su rotaia e su gomma, gli Schienen-Straßen-Omnibus, che potevano circolare sia sulla strada che in tratti su rotaia.

## Normativa
Il sistema normativo più diffuso relativo alla costruzione e messa in circolazione degli autobus è quello concordato dai paesi UNECE, specificamente nel regolamento n. 107 (Disposizioni uniformi relative all'omologazione dei veicoli di categoria M2 o M3 con riguardo alla loro costruzione generale). Esso è evoluzione delle normative nazionali che fino agli anni 2000 hanno regolato la costruzione e omologazione degli autobus.

### Normativa europea

#### Classificazione
Secondo le direttive 2001/86/CE e 97/27/CE si distinguono le seguenti classi:
- Veicoli di capienza minore o uguale a 22 posti:
  - Classe A: con sedili e predisposto per passeggeri in piedi
  - Classe B: solo posti seduti
- Veicoli di capienza maggiore di 22 posti:
  - Classe I: con prevalenza di passeggeri in piedi
  - Classe II: con sedili e predisposto per passeggeri in piedi nel corridoio centrale
  - Classe III: solo posti seduti

#### Dotazioni di sicurezza obbligatorie
Tra le dotazioni di sicurezza obbligatorie secondo la normativa europea si contano le uscite di servizio e le uscite d'emergenza, gli estintori e la cassetta di pronto soccorso.

#### Limiti di masse e dimensioni
Secondo la normativa italiana l'autobus a due assi è lungo massimo 13,50 m, oppure massimo 15 m se a 3 o più assi, oppure ancora 18,75 m se autosnodato, largo massimo 2,55 m e alto massimo 4 m (o 4,30 m se in servizio di linea urbano). La massa massima ammessa di autobus e autosnodati a due assi è di 19 t.

#### Permessi e licenze per l'utilizzo
L'intestazione di un autobus è concessa solo a soggetti titolati al trasporto di persone (aziende di trasporto persone terze, aziende e associazioni per trasporto di personale o soci, etc.) e la conduzione è permessa solo a persone in possesso di patente di guida D, D1 o D1E e Carta di Qualificazione del Conducente (CQC persone).

### Spagna
Le modifiche al Regolamento generale della circolazione varate nel 2024 introducono il limite di velocità massimo di 80 km/h per gli autobus che trasportano persone in piedi o che non sono provvisti di cinture di sicurezza.